# Bunuri mobile din domeniul medalistică clasate în patrimoniul cultural național al României aflate în municipiul București
Acestă listă conține bunurile mobile din domeniul medalistică clasate în Patrimoniul cultural național al României aflate la momentul clasării în municipiul București.

## Tezaur
| Foto | Informații generale                                                                | Detalii tehnice | Descriere | Deținător                                               | Legături |
| ---- | ---------------------------------------------------------------------------------- | --- | --- | ------------------------------------------------------- | -------- |
|      | Ordinul "COROANA de STEJAR"                                                        | Datare: Ordin instituit în anul 1841 pentru a recompensa atât serviciile militare, cât și pe cele civile ale cetățenilor luxemburghezi Școală: neprecizat Descoperit: București Dimensiuni: Medalionul central are un diametru de 30 mm. Material: Piesa este realizată din argint și email, prin turnare, ștanțare și emailare | Descriere avers: Placa este din argint diamantat și se prezintă sub forma unei cruci de Malta cu brațele mult lățite și bordate cu o dungă subțire, din metal argintiu, striat. În centru este un medalion emailat verde, pe care este aplicată în relief monograma lui Wilhelm al II-lea, din metal galben, monogramă care este surmontată de o coroană regală din același metal galben; medalionul central emailat verde este înconjurat de un inel lat, emailat roșu închis, conturat cu metal auriu; pe acest inel emailat roșu este aplicată în relief o inscripție circulară în limba franceză, cu litere din metal auriu. Medalionul central este înconjurat de o cunună din frunze de stejar din email verde și metal galben; pe brațul vertical al crucii, în partea inferioară este o fundă din metal auriu, care este aplicată peste cununa din frunze de stejar. Descriere revers: Reversul este din metal argintiu, cu suprafața netedă și prezintă un ac mare de prindere dispus vertical. | Muzeul Militar Național „Regele Ferdinand I”, București | Cimec    |
|      | Ordinul "Coroana Siamului"                                                         | Datare: Ordin instituit în 1869 de regele Chulalongkorn-Rama al V-lea și recompensa serviciile deosebite ale cetățenilor și militarilor thailandezi precum și cetățenilor străini Școală: neprecizat Descoperit: București Material: ordinul este realizat din argint, argint aurit și email prin turnare, ștanțare, emailare | | Muzeul Militar Național „Regele Ferdinand I”, București | Cimec    |
|      | Ordinul "Coroana Siamului" ("Coroana Thailandei")                                  | Datare: Ordinul a fost instituit pentru a recompensa serviciile deosebite ale civililor dar și militarilor thailandezi și a cetățenilor străini Școală: neprecizat Descoperit: București Dimensiuni: elementul floral care surmontează însemnul are o înălțime de 25 mm. Material: piesă realizată din argint, argint aurit, email; turnare, ștanțare, emailare | Descriere avers: Însemnul este din metal argintiu, de formă circulară, marginea fiind formată din frunze suprapuse, emailate roșu și verde, ce alternează între ele; medalionul central este din argint, cu suprafața ușor satinată, pe care sunt reprezentate, în relief, trei temple budiste; în partea inferioară a medalionului central este o bandă orizontală ornamentată cu striații și hașurări. Medalionul central este înconjurat de un inel din argint diamantat. Însemnul este surmontat de un element vegetal (floral), din argint, cu suprafața granulată; de acest element floral este atașat un inel subțire metalic, alungit. Descriere revers: Pe revers este un medalion central, din argint, cu suprafața lisă, medalion pe care sunt ștanțate caractere orientale. Descriere exergă: Frunze suprapuse emailate verde și roșu, care alternează între ele. | Muzeul Militar Național „Regele Ferdinand I”, București | Cimec    |
|      | Ordinul "Coroana Siamului"                                                         | Datare: Ordin instituit la 1 octombrie 1869 de regele Rama al V-lea, la aniversarea unui an de domnie și recompensa serviciile deosebite ale civililor și militarilor thailandezi, dar și străini Școală: neprecizat Descoperit: București Dimensiuni: medalionul central avers are un diametru de 35 mm. Material: piesa este realizată din argint, argint aurit, email; turnare, ștanțare, emailare | Descriere avers: Placa este din metal argintiu, de formă circulară, care are marginile formate din frunze suprapuse, emailate roșu și verde, ce alternează între ele, frunzele fiind bordate metalic; în centrul plăcii este plasat un medalion mare, ușor bombat, emailat bleu, pe care sunt reprezentate trei temple budiste, în relief, din metal argintiu și auriu, email roșu, verde și albastru; în partea inferioară a medalionului central este un cartuș orizontal din metal alb, ornamentat cu email albastru, verde și roșu; în partea superioară a medalionului, pe centru este aplicat un mic element floral, din metal argintiu. Medalionul central este înconjurat de un inel din argint diamantat. Descriere revers: Reversul prezintă sistem de prindere -- un ac metalic dispus vertical. | Muzeul Militar Național „Regele Ferdinand I”, București | Cimec    |
|      | Ordinul Ferdinand I                                                                | Datare: Ordin instituit la 8 mai 1929 era alături de ordinul Carol I cea mai înaltă distincție românească ; statutul ordinului va suferi mai multe modificări în timp. Școală: Joseph Resch Fiii (bijutieri ai Casei Regale) Descoperit: București Dimensiuni: lungimea colanului desfăcut (întins) este de 1050 mm; înălțimea crucii ordinului atașată de colan (inclusiv coroana regală) este de 62 mm. Material: ordinul este realizat din argint, placat cu metal comun galben și emailat; turnare, ștanțare, emailare                                            | | Muzeul Militar Național „Regele Ferdinand I”, București | Cimec    |
|      | Ordinul Ferdinand I                                                                | Datare: Ordin instituit pentru a răsplăti meritele cetățenilor români, civili sau militari, care au contribuit la realizarea unității naționale; era cea mai înaltă distincție românească alături de ordinul Carol I Școală: Joseph Resch Fiii (bijutieri ai Casei Regale) Descoperit: București Dimensiuni: lungimea colanului desfăcut este de 1050 mm; înalțimea însemnului ordinului atașat de colan (inclusiv coroana regală) este de 62 mm. Material: ordin realizat din argint, placat cu metal comun de culoare galbenă, emailat; turnare, ștanțare, emailare | Descriere avers: Colanul se compune din 12 (douăsprezece) cruci ale ordinului din metal galben, din care 6 (șase) sunt emailate verde și 6 (șase) emailate albastru, cruci intercalate cu 12 (douăsprezece) cununi duble, din metal galben, din frunze de laur din argint aurit, care se suprapun; crucea ordinului "Ferdinand I" este atipică: brațele ei sunt mult lățite și despicate la capete, în interiorul lor fiind traforată o formă stilizată a doi "F" adosați. Toate piesele componente ale colanului sunt legate între ele prin câte trei rânduri de lanțuri inegale, cel din exterior fiind cel mai mare: primul rând este format dintr-o za, al doilea rând din două zale, iar cel de al treilea rând (din exterior) este alcătuit din nouă zale drepte și două rotunde. De una dintre crucile emailate albastru ale colanului, printr-o agrafă metalică mobilă, este prins însemnul de mare cruce: cruce cu brațele mult lățite și despicate la capete, bijuteria fiind emailată verde și surmontată de coroana regală din metal galben și email roșu. Descriere revers: Elementele componente ale colanului au suprafața metalică lisă, iar însemnul de mare cruce atașat de colan prin agrafa mobilă este identic cu aversul. | Muzeul Militar Național „Regele Ferdinand I”, București | Cimec    |
|      | Ordinul Ferdinand I                                                                | Datare: Ordin instituit la 8 mai 1929, statutul său va suferi în timp mai multe modificări, fiind alături de ordinul Carol I cea mai înaltă distincție românească Școală: Joseph Resch Fiii (bijutieri ai Casei Regale) Descoperit: București Dimensiuni: înălțime de 74 mm și o lățime de 72 mm. Material: ordin realizat din argint, placat cu metal comun galben și emailat; turnare, ștanțare, emailare | Descriere avers: Placa se prezintă sub formă rombică, din argint, placat cu metal comun, de culoare galbenă; piesa este bombată, care are un fond de raze inegale, pe centrul căreia este aplicată crucea ordinului emailată verde și bordată cu metal auriu. Descriere revers: suprafața metalului auriu este lisă și prezintă un medalion central, în relief, medalion care prezintă o inscripție referitoare la numele atelierului care a executat piesa; placa prezintă un ac mare de prindere, plasat vertical și care la rândul său prezintă un marcaj referitor la metalul din care este realizată piesa, dar și la marca atelierului de bijuterii care a executat ordinul. Legendă revers: Joseph Resch Fils / Bucarest | Muzeul Militar Național „Regele Ferdinand I”, București | Cimec    |
|      | Medalia jubiliară "ALFRED și MARIA"                                                | Datare: Medalie jubiliară cu caracter semioficial, fiind acordată unor cetățeni germani și străini într-un cadru semiprivat Școală: Kanrizjinski advivles; Berlin Descoperit: București Material: medalia este din argint cu panglică din rips; turnare, ștanțare, electrometalizare | Descriere avers: Medalia are pe avers reprezentate busturile acolate, în relief ale ducelui Alfred Ernest Albert (1893-1900), al treilea duce de Saxa Coburg Gotha și a ducesei Maria (a doua fiică a țarului Alexandru al II-lea) ; cei doi sunt redați din profil dreapta, ducele fiind îmbrăcat în uniformă militară, iar ducesa are pe cap o coroană; în partea inferioară dreapta, semicircular este reprezantată o ramură de trandafiri, iar în partea inferioară stânga, semicircular este ștanțată (relativ lizibilă) o inscripție referitoare la atelierul și gravorul care au executat medalia; în partea superioară a medaliei, pe centru sunt ștanțați anii referitori la căsătoria celor doi, dar și la aniversarea jubileului de argint al viitorilor părinți ai reginei Maria a României; în partea stângă și dreaptă a medaliei, semicircular, sunt ștanțate prenumele ducelui și ducesei. Descriere revers: În centrul reversului sunt reprezentate, în relief două ecusoane (steme), legate între ele de o mică fundă, steme care reprezintă Casa Romanov-Holstein-Gottorp (în partea dreaptă) și Casa Saxa Coburg-Gotha (în partea stângă); scuturile sunt surmontate de o coroană regală; în partea superioară a medaliei, semicircular este o eșarfă desfășurată, pe care este ștanțată deviza medaliei;în partea inferioară a medaliei, într-un cartuș metalic orizontal, cu suprafața lisă este ștanțată data căsătoriei ducelui Alfred și a ducesei Maria; deasupra cartușului în partea dreaptă este ștanțat numele orașului unde s-a realizat medalia, iar în partea stângă sunt ștanțate două inițiale, care probabil se referă la gravorul medaliei; în exergă, în jumătatea inferioară, semicircular sunt reprezentate două ramuri din frunze de stejar (stânga) și de lauri (dreapta). Legendă revers: TREU UND FEST (fidelitate și trăinicie); Berlin; N.K; 23.Januar | Muzeul Militar Național „Regele Ferdinand I”, București | Cimec    |
|      | Medalia comemorativă "WILHELM I"                                                   | Datare: Medalie militară comemorativă, instituită la 22 martie 1897; nu este o medalie oficială, fiind conferită ca recompensă unor cetățeni (militari sau civili) germani sau străini, veterani de război, instituții . Școală: neprecizat Descoperit: București Material: medalia este din bronz, cu panglică din rips; turnare, ștanțare, electrometalizare | Descriere avers: Medalia are reprezentat bustul împăratului Wilhelm I, în relief, din profil, orientat spre dreapta: împăratul este îmbrăcat în uniformă militară germană (manta) și poartă pe cap casca militară germană "pickelhaube"; în partea dreaptă centru medalia prezintă o inscripție dispusă pe trei rânduri orizontale inegale, precum și o altă inscripție dispusă pe cinci rânduri orizontale, inegale, plasată ăn partea superioară stânga a medaliei. Descriere revers: În partea inferioară a medaliei, pe centru sunt reprezentate în relief mai multe simboluri ale autorității imperiale (coroana imperială, sabie, sceptru, bula imperială); în partea stângă este reprezentată o ghirlandă din frunze de lauri, dispusă semicircular, iar în partea inferioară dreapta sunt redate câteva ramuri din frunze de stejar; pe centrul medaliei, ușor spre dreapta este ștanțată o inscripție dispusă pe șase rânduri orizontale, inegale. Legendă revers: ZUM ANDENKEN AN DEN HUNDERTSTEN GEBURTSTAG DES GROSSEN KAISERS WILHELM I 1797-22 MAERZ-1897 (în memoria a 100 -a aniversări a marelui împărat Wilhelm I 1797-22 martie -1897. | Muzeul Militar Național „Regele Ferdinand I”, București | Cimec    |
|      | Ordinul "Elefantul Alb"                                                            | Datare: ordinul a fost reorganizat de regele Rama al V-lea (1868-1910) în 1869 urmând a recompensa serviciile excepționale aduse regelui și regatului Siamului de cetățenii Thailandei, civili sau militari Școală: neprecizat Descoperit: București Dimensiuni: înălțimea elementului care surmontează însemnul (pagodă) este de 28 mm. Material: piesa este realizată din argint, email, rips moarat; turnare, ștanțare, emailare | Descriere avers: Însemnul este din argint și argint aurit se prezintă sub forma unei stele ușor bombate cu 14 raze ajurate; medalion central din metal aurit, cu suprafața lisă în jumătatea superioară , iar în jumătatea inferioară suprafața este granulată și hașurată; pe acest medalion central este aplicat în relief un elefant emailat alb și bordat auriu, din profil, orientat spre stânga, cu trompa în jos; medalionul este înconjurat de o bordură circulară, din metal diamantat, de la care pornesc mici petale emailate roșu și verde, ce alternează între ele; însemnul este surmontat de o coroană sub formă de pagodă, din metal auriu, pagodă ornată cu diferite elemente asiatice stilizate. Panglica este din rips moarat roșu, cu o dungă verde pe lizieră și are spre interior un fir galben și albastru. Descriere revers: Medalion central, pe care este aplicată o inscripție metalică în limba thai, ușor bombată, emailată roșu și bordată auriu; medalionul central revers este înconjurat de o bordură din metal diamantat. | Muzeul Militar Național „Regele Ferdinand I”, București | Cimec    |
|      | Ordinul "Coroana Siamului"                                                         | Datare: Ordinul instituit în 1869 de regele Chulalongkorn-Rama V, recompensa serviciile deosebite ale civililor, dar și militarilor străini și thailandezi Școală: neprecizat Descoperit: București Dimensiuni: înălțimea elementului care surmontează însemnul, o pagodă, este de 18 mm. Material: piesă realizată din argint, argint aurit, email și rips moarat;turnare, ștanțare, emailare | Descriere avers: Însemnul din argint se prezintă sub formă de stea cu opt raze, late la bază, ca petalele unei flori, peste care se suprapun alte trei raze, sub forma unor foițe; între raze este o ghirlandă de romburi din metal aurit; central este aplicat un medalion din metal aurit, ușor ovalizat, mai ales în partea superioară, emailat roșu și albastru, pe care este aplicată coroana Siamului din același metal aurit; Însemnul este surmontat de o pagodă (simbol al regatului Siamului) din metal aurit. Panglica este din rips moarat albastru și are la margini o dungă lată verde, iar spre interior câte un fir foarte subțire galben și roșu; pe panglică este aplicată rozeta gradului de ofițer, în aceleași culori ca și ale panglicii. Descriere revers: Reversul este din metal aurit, cu suprafața lisă, în centru fiind plasat un mic medalion bombat emailat albastru cu inscripție aurie; medalionul central revers este înconjurat de o bordură granulată din metal aurit, de un inel emailat roșu și o bordură vălurită dublă din metal aurit. Legendă revers: inscripție cu caractere ale limbii thai | Muzeul Militar Național „Regele Ferdinand I”, București | Cimec    |
|      | Ordinul „Bene Mereti al Casei Domnitoare”                                          | Datare: 1938 Școală: Heinrich Weiss din București Material: AR 800‰+email Batere, emailare | Descriere avers: Însemnul are forma unei cruci de tip leopold cu marginea neagră. Medalionul central emailat alb, care poartă denumirea distincției, este înconjurat de o cunună, emailată verde, alcătuită din frunze de stejar și prinsă cu patru panglici aurii. Descriere revers: Pe medalionul central apare producătorul și pe acul de prindere patru marcaje. Legendă revers: Legendă circulară: * HEINRICH WEISS * BUCURESTI | Muzeul Național de Istorie a României, București        | Cimec    |
|      | Ordinul „Meritul Agricol”                                                          | Datare: 1936 Școală: România Material: AR 800‰ marcat aurit și email; Emailare; Batere | Descriere avers: În centrul însemnului, emailat verde, cifrul încoronat al regelui Carol al II-lea înconjurat de o cunună alcătuită din spice de grâu și dintr-o ramură de stejar, prinse jos cu o panglică. Pe inelul de prindere a panglicii, către însemn, două ramuri cu frunze emailate verde, iar în partea superioară două marcaje și două poansoane. Descriere revers: Reversul este lis, putând fi observate cele cinci nituri de prindere a medalioanelor de pe avers. | Muzeul Național de Istorie a României, București        | Cimec    |
|      | Semnul onorific „Vuturul României”                                                 | Datare: sec. XX Școală: România Material: AR 800‰+email Batere, emailare | Descriere avers: Însemnul are forma unei acvile cruciate, încoronate și armate pe pietul căreia apare scutul cu stema țării emailată în culorile ei. Descriere revers: Reversul este identic cu aversul, singura diferență fiind în faptul că scutul de pe pieptul acvilei este gol. Pe scut se pot observa cele două nituri cu care este atașat medalionul cu stemă de pe avers. | Muzeul Național de Istorie a României, București        | Cimec    |
|      | Ordinul „Steaua României”                                                          | Datare: sec. XX Școală: România Material: AR aurit+email Batere, emailare | Descriere avers: Însemnul are forma unei cruci bizantine (repetată) emailată albastru, în centrul căreia se regăsește un medalion rotund, emailat roșu, pe care este fixată o acvilă cruciată stând pe un sceptru. Acest medalion este înconjurat de cerc emailat albastru pe care apare deviza, cerc care este la rândul său înconjurat de o coroană alcătuită din frunze de stejar emailată verde, legată cu patru panglici. Între brațele crucii câte patru grupări de nouă raze. Tot pe avers sunt aplicate și spadele. Descriere revers: Asemănător cu aversul. Lipsește cercul central emailat albastru, iar în loc de acvilă apare cifrul încoronat al regelui Carol I. | Muzeul Național de Istorie a României, București        | Cimec    |
|      | Ordinul „Mântuitorului”                                                            | Datare: sec. XIX Școală: Francez/austriac/german Material: AU 750‰+email Batere, emilare | Descriere avers: Însemnul are forma unei cruci malteze emailată alb care are între brațe o cunună formată din frunze de stejar și de laur. Pe medalionul central, din aur, este înfățișat chipul regelui Otto, care este înconjurat de un inel emailat albastru, pe care apare legenda. Descriere revers: Pe medalionul central este reprezentată stema Greciei - fundal emailat albastru peste este suprapsă o cruce, cu brațe egale, emailată alb. În centrul crucii este inserată stema mică a Bavariei. Ca și pe avers medalionul este încojurat de un inel emailat albastru, pe care apare legenda. Legendă revers: Circulară: Η ΔΕΞΙΑ ΣΟΥ ΧΕΙΡ ΚΥΡΙΕ ΔΕΔΟΞΑΣΤΑΙ ΕΝ ΙΣΧΥΙ * - ÎN MÂNA TA DREAPTĂ DOAMNE STĂ GLORIA ȘI PUTEREA. | Muzeul Național de Istorie a României, București        | Cimec    |
|      | Ordinul „Meritul Agricol”                                                          | Datare: sec. XX Școală: România Material: AR 900‰ aurit+email Batere, emailare | Descriere avers: În centrul însemnului, emailat verde, cifrul încoronat al regelui Mihai I înconjurat de o cunună alcătuită din spice de grâu și dintr-o ramură de stejar, prinse jos cu o panglică. Pe inelul de prindere a panglicii, către însemn, două ramuri cu frunze emailate verde. Descriere revers: Reversul este lis, putând fi observate cele cinci nituri de prindere a medalioanelor de pe avers. În partea superioară a inelului de prindere a panglicii apare un marcaj. | Muzeul Național de Istorie a României, București        | Cimec    |
|      | Ordinul „Meritul Agricol”                                                          | Datare: sec. XX Școală: România Material: AR 900‰ și email Batere, emailare | Descriere avers: În centrul însemnului, emailat verde, cifrul încoronat al regelui Mihai I înconjurat de o cunună alcătuită din spice de grâu și dintr-o ramură de stejar, prinse jos cu o panglică. Pe inelul de prindere a panglicii, către însemn, două ramuri cu frunze emailate verde. Descriere revers: Reversul este lis, putând fi observate cele patru nituri de prindere a medalioanelor de pe avers. În partea superioară a inelului de prindere a panglicii apare un marcaj. | Muzeul Național de Istorie a României, București        | Cimec    |
|      | Semnul onorific „Vulturul României”                                                | Datare: sec. XX Școală: România Material: AR aurit+email Batere, emailare | Descriere avers: Însemnul are forma unei acvile cruciate, încoronate și armate pe pietul căreia apare scutul cu stema țării emailată în culorile ei. Descriere revers: Reversul este identic cu aversul, singura diferență fiind în faptul că scutul de pe pieptul acvilei este gol. Pe scut se pot observa cele două nituri cu care este atașat medalionul cu stemă de pe avers. | Muzeul Național de Istorie a României, București        | Cimec    |
|      | Ordinul „Legiunea de Onoare”                                                       | Datare: sec. XIX-XX Școală: Arthus Bertrand din Paris Material: AR 750‰ Batere | Descriere avers: Placă în formă de stea cu cinci brațe terminate în V, brațe care au la capăt câte o globulă. Între brațe sunt câte cinci grupuri de raze alcăuite fiecare din cinci raze. În centrul plăcii este un medalion pe care este reprezentată Mariana (Franța) purtând pe cap o cunună din frunze de stejar, spice de grâu și flori. Medalionul este înconjurat de o bandă circulară pe care apare legenda. Descriere revers: Reversul este lis, iar pe medalionul central legenda. Legendă revers: Legendă pe două rânduri: Arthus Bertrand/Rue de Rennes Paris 3 | Muzeul Național de Istorie a României, București        | Cimec    |
|      | Ordinul „Meritul Agricol”                                                          | Datare: sec. XX Școală: România Material: AR+email Batere, emailare | Descriere avers: În centrul însemnului, emailat verde, cifrul încoronat al regelui Carol al II-lea înconjurat de o cunună alcătuită din spice de grâu și dintr-o ramură de stejar, prinse jos cu o panglică. Pe inelul de prindere a panglicii, către însemn, sunt două ramuri cu frunze emailate verde. Descriere revers: Reversul este lis, putând fi observate cele cinci nituri de prindere a medalioanelor de pe avers. | Muzeul Național de Istorie a României, București        | Cimec    |
|      | Ordinul „Legiunea de Onoare”                                                       | Datare: sec. XIX-XX Școală: Franța Material: AR Batere | Descriere avers: Placă în formă de stea cu cinci brațe terminate în V, brațe care au la capăt câte o globulă. Între brațe sunt câte cinci grupuri de raze alcăuite fiecare din cinci raze. În centrul plăcii este un medalion pe care este reprezentată Mariana (Franța) purtând pe cap o cunună din frunze de stejar, spice de grâu și flori. Medalionul este înconjurat de o bandă circulară pe care apare legenda. Descriere revers: Reversul este lis. | Muzeul Național de Istorie a României, București        | Cimec    |
|      | Ordinul „Steaua României”                                                          | Datare: 1940 Școală: Joseph Resch Fiul din București Material: AR+email Batere, emailare | Descriere avers: În centrul plăcii este aplicat aversul însemnului ordinului - o cruce bizantină emailată albastru, între brațele căreia sunt patru acvile și cele două spade. În centru crucii sunt un medalion emailat roșu cu cifrul aurit al regelui Carol I, un cerc emailat albastru pe care apare deviza ordinului și o coroană alcătuită din frunze de stejar, emailată verde, legată cu patru panglici aurii. Descriere revers: În medalionul central numele producătorului și pe acul deprindere cinci marcaje. Legendă revers: Pe trei rânduri: JOSEPH RESCH / FILS / BUCAREST | Muzeul Național de Istorie a României, București        | Cimec    |
|      | Ordinul „Steaua României”                                                          | Datare: 1939 Școală: Joseph Resch Fiul din București Material: AR+email Batere, emailare | Descriere avers: În centrul plăcii este aplicat aversul însemnului ordinului - o cruce bizantină emailată albastru, între brațele căreia sunt patru acvile. În centru crucii sunt un medalion emailat roșu cu cifrul aurit al regelui Carol I, un cerc emailat albastru pe care apare deviza ordinului și o coroană alcătuită din frunze de stejar, emailată verde, legată cu patru panglici aurii. Descriere revers: În medalionul central numele producătorului și pe acul deprindere cinci marcaje. Legendă revers: Pe trei rânduri: JOSEPH RESCH / FILS / BUCAREST | Muzeul Național de Istorie a României, București        | Cimec    |
|      | Ordinul „Meritul Agricol”                                                          | Datare: sec. XX Școală: România Material: AR 900‰+email Batere, emailare | Descriere avers: În centrul însemnului, emailat verde, cifrul încoronat al regelui Mihai I înconjurat de o cunună alcătuită din spice de grâu și dintr-o ramură de stejar, prinse jos cu o panglică. Pe inelul de prindere a panglicii, către însemn, două ramuri cu frunze emailate verde. Descriere revers: Reversul este lis, putând fi observate cele patru nituri de prindere a medalioanelor de pe avers. În partea superioară a inelului de prindere a panglicii apare un marcaj. | Muzeul Național de Istorie a României, București        | Cimec    |
|      | ALBERT URSUL                                                                       | Datare: instituit de ducele Sigismund de Anhalt în 1382 în gloria legendarului Albert Ursul, primul markgraf de Anhalt (ramura de care se leagă fondarea Berlinului) și reînviat la 18 noiembrie 1836 de ducii suverani de Anhalt Școală: neprecizat Descoperit: București Material: argint aurit; email; turnare; gravare; electrometalizare cu email și aur | Descriere avers: Placa gradului de comandor, clasa I, se prezintă sub forma unei stele din metal (argint), cu opt grupe de raze, inegale, pe care este aplicat însemnul ordinului: un medalion central, ușor bombat, cu suprafața hașurată fin, pe care sunt redate mai multe elemente - un zid de cetate cu o poartă și trei creneluri, emailate roșu și conturate auriu; pe acest zid pășește spre dreapta un urs din prifil, încoronat, emailat negru și bordat auriu; acest medalion central este înconjurat de un inel metalic striat, puțin în relief. Medalionul central este înconjurat de o bandă lată, emailată verde, bandă pe care este aplicată o inscripție cu litere metalice în relief; banda emailată verde, care conține inscripția este la rândul său înconjurată de un alt inel metalic striat redat în relief. Descriere revers: Piesa este din argint, cu suprafața lisă și prezintă un ac mare de prindere dispus vertical, care este prins de piesă printr-un mic nit, la partea inferioară; la partea superioară a plăcii este un anou fix și deschis, prin care se blochează. Descriere exergă: inel circular (bandă) lat, emailat verde care conține o inscripție, care este și deviza ordinului. | Muzeul Militar Național „Regele Ferdinand I”, București | Cimec    |
|      | Sf. Vladimir                                                                       | Datare: Instituit la 4 octombrie 1782 de țarina Ecaterina a II-a și recompensa meritele civile și militare Școală: Casa Eduard (St. Petersburg) Descoperit: jud. DOLJ, CRAIOVA Dimensiuni: înălțimea însemnului este de 47 mm. (fără panglică) Material: piesa este realizată din aur, email, panglica din rips moarat; ștanțare, emailare, aurire. | Descriere avers: Ordinul se prezintă sub forma unei cruci de aur, emailată roșu și brodată cu email negru, având capetele brațelor lățite; medalion central, emailat negru, pe care sunt reprezentate siglele chilirice „C.B.”, încadrate de o mantie de purpură și hermină, încoronată, elemente realizate din email roșu, galben și alb. Descriere revers: Medalion central emailat negru, pe care este ștanțată data instituirii ordinului, 22 septembrie 1782, luna fiind înscrisă cu litere chirilice. Descriere exergă: dublu inel circular auriu Legendă revers: 22 septembrie 1782 (luna este ștanțată cu litere slave). | Muzeul Militar Național „Regele Ferdinand I”, București | Cimec    |
|      | Soare răsare (ordinul de merit)                                                    | Datare: Instituit de mikado-ul Mutsu-Hito la 10 aprilie 1875 Școală: neprecizat Descoperit: București Dimensiuni: diametru rubin 17 mm. Material: argint aurit, email, rubin, rips moarat; turnare, ștanțare, emailare, electrometalizare cu argint | Descriere avers: Însemnul se prezintă sub forma unui disc ușor bombat al unui rubin prins într-o montură din argint aurit, de la care pornesc opt grupe de raze inegale tot din argint aurit, emailate alb. Bijuteria este surmontată de o plăcuță montată în același material și care reprezintă la partea inferioară o frunză triplă ce are deasupra trei flori de pawlonia, care la rândul lor sunt emailate violet și verde deschis. Frunza este emailată verde închis și are o inscripție cu caractere japoneze. De plăcuța care surmontează însemnul este atașat un inel alungit din argint, inel de care este prinsă panglica ordinului. Descriere revers: Reversul este identic cu aversul, cu o singură deosebire: plăcuța emailată verde care surmontează însemnul prezintă nervurile frunzei. | Muzeul Militar Național „Regele Ferdinand I”, București | Cimec    |
|      | Valeur et Discipline                                                               | Datare: Medalia va fi modificată în 1870, în momentul proclamării celei de a Treia Republici (1870-1940), urmând să fie conferită pentru prima dată în istoria Franței, soldaților și subofițerilor Școală: neprecizat Descoperit: București Dimensiuni: medalia, inclusiv panglica are o greutate de 20,35 g.; medalia are o înălțime de 46 mm inclusiv elementul-trofeu care surmontează medalia Material: argint; email; rips moarat; turnare; ștanțare | Descriere avers: Medalie circulară, din metal alb, care are un medalion central din metal galben, a cărui suprafață este fin granulată; pe acest medalion central este reprezentată în relief o efigie feminină, din profil stânga, efigie care simbolizează Republica Francează acest medalion este înconjurat de un inel emailat albastru, pe care este ștanțată o inscripție în limba franceză, cu litere și cifre aurii. Pe marginea medaliei este reprezentată o cunună din frunze de lauri, din metal alb, dispusă circular. Medalia este surmontată de un trofeu, din metal galben, format din mai multe elemente: o cuirasă așezată peste o ancoră marină, două țevi de tun încrucișate, o secure și o spadă. Descriere revers: Medalion central din metal galben, cu suprafața fin granulată, pe care este ștanțată în relief o inscripție în limba francează, înscripție care este dispusă pe trei rânduri orizontale inegale. Descriere exergă: cunună din frunze de lauri, din metal alb Legendă revers: Valeur et Discipline (Valoare și Disciplină) | Muzeul Militar Național „Regele Ferdinand I”, București | Cimec    |
|      | Sfântul Alexandru                                                                  | Datare: ordinul a fost instituit de cneazul Alexandru de Battenberg (1879-1886) la 25 decembrie 1881 pentru recompensarea serviciilor aduse coroanei și statului Școală: neprecizat Dimensiuni: argint 800‰; înălțime de 115 mm (inclusiv coroana regală și inelul de comandorie) Material: argint; email; turnare; ștanțare; emailare | Descriere avers: Însemnul se prezintă sub forma unei cruci cu brațele lățite, ușor concavizate, din metal galben, emailate alb, însemnul fiind surmontat de coroana regală, din metal galben, precum și de un inel metalic de culoare galbenă, alungit, prin intermediul căruia se prindea panglica. Pe avers, medalion central emailat roșu, pe care este înscris numele „Sfântului Alexandru” în vechea grafie chirilică: în jurul medalionului central este o bandă emailată alb, pe care este înscrisă deviza ordinului, cu aceleași caractere chirilice. Descriere revers: Pe revers, medalion central emailat alb cu o inscripție dispusă pe trei rânduri orizontale, medalionul central fiind înconjurat de un inel metalic auriu. Descriere exergă: Inel circular emailat alb, pe care este ștanțată inscripția-deviză a ordinului cu litere chirilice „Dumnezeu cu noi/ Pentru Dumnezeul nostru”. Legendă revers: 19/februarie/1878, reprezintă data la care Bulgaria devine autonomă față de Imperiul Otoman (Tratatul de la San Stefano). | Muzeul Militar Național „Regele Ferdinand I”, București | Cimec    |
|      | Baia (Ordinul celor trei coroane)                                                  | Datare: instituit prima dată de regele Henric al IV-lea (1399-1413) în anul 1399, fiind unul din cele mai vechi ordine cavalerești din Evul Mediu Școală: neprecizat Descoperit: București Material: argint aurit; email; turnare; ștanțare, electrometalizare | | Muzeul Militar Național „Regele Ferdinand I”, București | Cimec    |
|      | Baia (Ordinul celor trei coroane)                                                  | Datare: a fost instituit prima dată în anul 1399 de regele Henric al IV-lea (1399-1413), fiind unul din cele mai vechi ordine cavalerești din Evul Mediu Școală: neprecizat Dimensiuni: înălțime de 62 mm; lățime de 55 mm. Material: argint aurit; email; turnare; ștanțare, electrometalizare | Descriere avers: Însemnul se prezintă sub forma unei cruci de Malta, din metal galben, cu brațele emailate alb, terminate în vârf cu sfere metalice de culorare galbenă; între brațele crucii se află câte un leu din metal aurit, reprezentat cu corpul din profil, orientat spre stânga, având laba dreaptă anterioară ridicată și capul văzut din față; brațele crucii emailate alb au spre margini o dungă subțire aurie; brațul vertical al crucii, în partea superioară, între vârfuri prezintă o floare de crin stilizată. Medalionul central este emailat alb având aplicată o tulpină ce susține trei coroane regale, aluzie la coroanele Angliei, Scoției și Irlandei, o floare de trandafir și una de crin, toate din aur; în jurul medalionului este o bandă emailată roșu, pe care este înscrisă cu litere aurite o legendă în limba latină; peste medalionul central și brațele crucii, parțial, se suprapune o cunună din frunze de laur, emailată verde și mici flori de laur, emailate roșu; sub cunună și pe brațul vertical inferior este aplicată o mică eșarfă metalică, emailată albastru, care poartă deviza ordinului în limba germană și care este scrisă cu litere aurii Descriere revers: Reversul se prezintă identic cu aversul, singura deosebire constând în aceea că leii dintre brațele crucii se văd din spate. Descriere exergă: Cunună din frunze de laur, emailată verde și mici flori de laur, emailate roșu, întreaga cunună fiind brodată auriu. Legendă revers: Legendă și deviză identice cu cele care apar și pe avers. | Muzeul Militar Național „Regele Ferdinand I”, București | Cimec    |
|      | Baia (Ordinul celor trei coroane)                                                  | Datare: instituit pentru prima dată de regele Henric al IV-lea (1399-1413), fiind unul din cele mai vechi ordine cavalerești din Evul Mediu Școală: neprecizat Descoperit: București Dimensiuni: diametrul medalionului central aplicat pe aversul plăcii este de 40 mm. Material: argint; argint aurit; email; turnare; ștanțare, electrometalizare | Descriere avers: Placa este din argint diamantat, având forma unei cruci cu brațe foarte scurte și lățite, formate din raze; între brațele crucii sunt alte raze mai mici; în centrul plăcii este aplicat medalionul ordinului: central este un disc de argint diamantat, pe care sunt aplicate în relief cele trei coroane regale din aur și email roșu, alb și verde (aluzie la coroanele Angliei, Scoției și Irlandei); aceste elemente sunt înconjurate de o bandă emailată roșu și brodată auriu, pe care este aplicată în relief o inscripție în limba latină, cu litere metalice aurii; medalionul acesta central este înconjurat de o cunună din frunze de laur, emailată verde, pe care sunt reprezentate și mici flori de laur, emailate roșu, cunună care este suprapusă parțial și peste brațele crucii; sub cununa emailată verde este aplicată în relief o eșarfă metalică, emailată albastru, pe care este înscrisă deviza ordinului, în limba germană, cu litere aurii. Descriere revers: Suprafața reversul este din metal alb, lisă; în centrul reversului este un medalion central, ușor concav; placa prezintă un ac mare de prindere, din același metal argintiu, dispus vertical. | Muzeul Militar Național „Regele Ferdinand I”, București | Cimec    |
|      | Carol I în grad de colan                                                           | Datare: ordin instituit la 10 Mai 1906 pentru a celebra al 40-lea an al domniei M.S. Regele Carol I (1866-1914) Școală: Josef Resch Fiul (bijutierii Casei Regale) Descoperit: București Dimensiuni: lungimea lanțului colanului desfăcut este de 750 mm; înălțimea crucii ordinului inclusiv coroana regală este 83 mm. Material: argint; email; turnare; emailare; ștanțare. | Descriere avers: Gradul de colan este constituit dintr-un lanț din metal auriu, compus din 10 (zece) cartușe sub formă de scut, intercalate cu 12 (douăsprezece) cifre ale regelui Carol I, toate aceste elemente fiind legate între ele cu zalele unui lanț dublu (câte trei zale de o parte și alta); pe cartușe sunt redate în email roșu, negru, albastru și metal auriu și argintiu stemele Munteniei, Moldovei, Olteniei, Dobrogei și a Casei de Hohenzollern iar cifrele regale sunt din metal auriu și email roșu; la mijlocul lanțului este atașată crucea ordinului prin intermediul coroanei regale, din metal alb și email roșu, care surmontează însemnul ordinului și care face parte integrată din lanț; lanțul se încheie la spate printr-un cartuș mare sub forma unui dreptunchi, din metal auriu, cartuș care pe margini este traforat, cu suprafața granulată și peste care este aplicată o acvilă din argint, încoronată, cruciată și armată, cu zborul larg desfăcut. Însemnul ordinului care este atașat de lanț prin coroana regală se prezintă sub forma unei cruci treflate, din metal galben, brațele crucii fiind emailate roșu-purpuriu, iar între brațele crucii sunt raze din metal galben inegale; peste crucea treflată este aplicată, în relief, o acvilă încoronată, cruciată, conturată spre stânga, armată, cu aripile larg desfăcute; pe pieptul acvilei este aplicat un medalion central din metal galben, cu bordura supraînălțată, pe care este reprezentată efigia regelui Carol I, din profil stânga, sub efigie fiind reprezentate două ramuri din frunze de lauri, încrucișate; sub acvila din metal alb este o eșarfă din metal aurit, pe care este o inscripție, cu litere emailate albastru. Colanul se păstrează în cutia sa originală (ecran), de forma unui patrulater, din pergamoid roșu (pe capacul exterior, în centru este reprezentat cifrul încoronat al regelui Carol I, auriu; capacul interior al cutiei este căptușit cu mătase albă și are în centru o inscripție cu litere aurii, care reprezintă numele și adresa atelierului care a executat bijuteria, marca atelierului fiind surmontată de stema Casei de Hohenzollern - Josef Resch Fiul/Bijuterii Curții Regale/Fondat 1837, București, Calea Victoriei 52). Descriere revers: Pe revers, suprafața metalului lanțului este lisă; cartușul metalic care închide colanul are poansonate cifrele ”1328-35” și ștanțat numele bijutierului ”Resch”, precum și marcajul ”ARG”; în centrul crucii treflate cu brațele emailate roșu-purpuriu și bordate cu metal auriu este un medalion ușor bombat, emailat în același nuanță de roșu, pe care este aplicat cifrul regelui Carol I, din metal galben; medalionul central este înconjurat de un inel emailat albastru, pe care este ștanțată o inscripție dispusă circular, cu litere și cifre aurii. Descriere exergă: „Prin statornicie la izbândă” (avers); „1866-10 Maiu-1906” (revers) Legendă revers: 1866 - 10 Maiu - 1906 | Muzeul Militar Național „Regele Ferdinand I”, București | Cimec    |
|      | Steaua Karagheorghe                                                                | Datare: ordinul a fost creat de regele Petru I Karagheorghevic (1903-1918) la 14 ianuarie 1904, pentru comemorarea primei răscoale de eliberare națională a sârbilor contra dominației otomane (1804) Școală: neprecizat Descoperit: București Material: argint aurit; argint; email; turnare; ștanțare; emailare. | | Muzeul Militar Național „Regele Ferdinand I”, București | Cimec    |
|      | Steaua Karagheorghe                                                                | Datare: ordinul a fost instituit de regele Petru I Karagheorghevic la 14 ianuarie 1904 pentru comemorarea primei răscoale de eliberare națională a sârbilor contra dominației otomane (1804) Școală: neprecizat Descoperit: București Material: argint aurit; argint; email; turnare; ștanțare | Descriere avers: Însemnul se prezintă sub forma unei cruci de tip „Ruppert” din metal galben, cu brațele emailate alb și brodate cu o dungă din metal galben; între brațele crucii sunt fascicule de raze inegale, din metal galben. Pe avers este un medalion central emailat în albastru, pe care este aplicat un ecuson cu vechea stemă a Serbiei, în relief (ecuson emailat roșu, împărțit în patru sectoare printr-o cruce emailată alb; în fiecare sector este reprezentat câte un amnar stilizat, emailat alb); medalionul central este înconjurat de un inel emailat alb, pe care este ștanțată o inscripție în limba sârbă, cu litere aurii; însemnul este surmontat de coroana regală din metal alb și galben, coroană care este ornamentată cu geme din email roșu și verde, dar și cu mici perle albe; de această coroană este atașat un anou auriu (carabină), alungit, pentru prinderea lentă, care lipsește acestui exemplar. Descriere revers: Pe revers este același medalion central, emailat roșu, pe care este reprezentată noua stemă a Serbiei (vultur bicefal, cu aripile desfăcute, cu zborul în jos, din metal alb; pe piept vulturul bicefal poartă un mic ecuson din metal alb și email roșu cu vechea stemă a Serbiei); medalionul central este înconjurat de un inel emailat albastru, pe care este ștanțată o inscripție în limba sârbă, cu litere aurii. Descriere exergă: Fascicule de raze inegale, din metal galben. Legendă revers: Inscripție în limba sârbă, cu litere aurii, care se referă la numele fondatorului ordinului și anul instituirii: „Petru I - 1904”. | Muzeul Militar Național „Regele Ferdinand I”, București | Cimec    |
|      | Steaua Karagheorghe                                                                | Datare: ordinul a fost instituit de regele Petru I Karagheorghevic (1903-1918) la 14 ianuarie 1904 pentru a comemora prima răscoală a sârbilor contra dominației otomane din anul 1804 Școală: neprecizat Dimensiuni: crucea ordinului aplicată pe placă are un diametru de 40 mm. Material: argint; argint aurit; email; turnare; ștanțare | Descriere avers: Placa este din metal alb, sub formă de stea cu opt grupe de raze inegale, peste care este aplicat aversul crucii ordinului; crucea de tip Ruppert, emailată alb, cu raze inegale, din metal galben între brațele crucii; medalion central emailat albastru peste care este aplicat, în relief, un ecuson din email roșu, alb și brodat cu metal auriu, ecuson care conține vechea stemă a Serbiei (o cruce patriarhală emailată alb și patru amnare stilizate); medalionul central este înconjurat de un inel emailat alb, pe care este ștanțată circular o inscripție, în limba sârbă, cu litere aurii. Descriere revers: Pe revers suprafața metalului alb este lisă, placa fiind prevăzută cu un ac de prindere dispus vertical pe centrul plăcii și două agrafe-bride de prindere la veston, cu litere aurii. | Muzeul Militar Național „Regele Ferdinand I”, București | Cimec    |
|      | Sfântul Mihail                                                                     | Datare: Fondare la 29 Septembrie 1693 de Josef Clement duce de Bavaria Material: AR aurit și emailat, batere. | Descriere avers: Aversul Însemnului Cruce având la mijloc medalion oval ce reprezintă pe Sf. Arhanghel Mihail, cu o cruce emailată albastru pe piept, ucigând Balaurul. Ține în mâna dreapta ridicată, un mănunchi de săgeți. Pe scutul oval o legendă cu litere emailate albastru, pe trei rânduri. Pe brațul de sus al crucii un inel/anou de prindere a panglicii, pe care este incus cartuș cu titlul argintului. Descriere revers: La fel cu aversul dar pe medalion legendă diferită pe un rând. Legendă revers: VIRTUTI | Muzeul Național de Istorie a României, București        | Cimec    |
|      | Ordinul URSULUI                                                                    | Material: AR aurit traforat, batere. | Descriere avers: Decorație ovală, reprezentând un urs ce merge pe zidul unei cetăți (spre dreapta). Însemnul (traforat) este înconjurat de o bandă pe care este înscrisă legenda, la începutul ei fiind un scut al familiei Anhalt Berenburg. Pe margine, deasupra scutului, este fixat sistemul de prindere de panglică, de comandor. Descriere revers: La fel cu aversul dar pe margine legenda diferă. Legendă revers: ALBRECHT DER BAER REG: 1123 bis 1170. Legenda este despărțită de scut. | Muzeul Național de Istorie a României, București        | Cimec    |
|      | Ordinul de Merit german/Crucea federală de Merit                                   | Material: AR aurit și email, batere. | Descriere avers: Cruce cu cele patru brațe emailate roșu având plasat central un medalion rotund (AR aurit) cu reprezentarea vulturului german, emailat negru. De brațul de sus al crucii sunt prinse 2 anouri pentru fixarea panglicii. Ordinul se află în cutia din piele albastră ce are pe capacul exterior vulturul german argintiu, iar pe capacul de deasupra, pe revers, pe mătase albă, tot reprezentarea vulturului german, dar negru. Descriere revers: Lis. Legendă revers: Lis, pe cutie, jos, legenda STEINHAUER & LÜCK/Lüdenscheid. | Muzeul Național de Istorie a României, București        | Cimec    |
|      | Însemnul Ordinului „Vulturul german” Clasa II                                      | Material: argint aurit; email; batere | Descriere avers: Însemn: Cruce emailată alb. Între brațele crucii câte un vultur german (argint aurit) stând pe un medalion emailat alb, pe care se află zvastica din argint. Cutia din piele roșie are pe capacul exterior vulturul german nazist (aurit) și la interior, pe matase albă numele și clasa Ordinului. Descriere revers: La fel cu aversul dar numai argint aurit. De brațele 1 și 3 ale crucii este fixat sistemul de prindere de panglică/ piept, ac din argint aurit, pe care este incizat titlul argintului. Cutia lisă, ușor uzate muchiile. Legendă revers: Pe ac incizat 900 21. | Muzeul Național de Istorie a României, București        | Cimec    |
|      | Crucea Olimpică, Clasa I                                                           | Datare: anul 1936 Material: argint aurit; email; batere | Descriere avers: Însemn: Cruce emailată alb (Sf. Andrei, cu extremitățile terminate în V). Pe cruce, la mijloc cele cinci cercuri olimpice emailate alb. Între brațele crucii o stea cu 5 brațe striate vertical. Pe brațul de sus, cerc cu zvastica (aurit), deasupra lui vulturul german cu aripile larg desfăcute (al celui de-al III-lea Reich). De capul vulturului se prinde un anou care fixează inelul de Comandor de panglică. Descriere revers: La fel cu aversul dar numai argint aurit. De brațul de sus al crucii este fixat sistemul de prindere de panglică. Cutia este lisă, din piele albă. Legendă revers: Anepigraf. | Muzeul Național de Istorie a României, București        | Cimec    |
|      | Distincție de Onoare a Crucii Roșii Germane                                        | Datare: 1 mai 1939 Material: argint aurit; email; batere | Descriere avers: Însemn: Cruce cu brațele egale, mai late, emailată alb. La mijloc, pe cruce, cerc metalic cu zvastica emailată negru. Deasupra, vulturul german emailat negru, având pe piept un scut emailat alb, la mijloc cu o cruce roșie emailată roșu. De brațul de sus al crucii se prinde un anou care fixează panglica în formă de fundă. Sub cruce mai este o fundă. Cutia din piele roșie. Descriere revers: La fel cu aversul, dar numai argint aurit. De brațul de sus al crucii este fixat sistemul de prindere de panglică din argint aurit. De funde este fixat câte un ac de prindere în piept. Legendă revers: Anepigraf. | Muzeul Național de Istorie a României, București        | Cimec    |
|      | Gheorghe I                                                                         | Datare: instituit în decembrie 1915 - desființat în 1973 Școală: Casa Spink & Son, Londra Material: AR; argint aurit; email; batere | Descriere avers: Însemnul plasat pe o stea rombică cu 4 brațe alcătuită din raze. Descriere revers: Lisă. Sistem de prindere cu ac (MC). Două nituri ce prind însemnul pe Placă pe avers. La mijloc medalion oval cu legendă semicirculară deasupa și pe 3 rânduri sub ea. Legendă revers: Placa: pe medalionul central cu legenda semicirculară: MEDALL/ISTS TO_HBM: THS: KI:VG; dedesubt: SPINK&SON LTO/17&18 PICCADILLY/ LONDON. | Muzeul Național de Istorie a României, București        | Cimec    |
|      | Gheorghe I                                                                         | Datare: instituit în decembrie 1915 - desființat în 1973 Școală: Casa Spink & Son, Londra Material: AR; argint aurit; email; batere | Descriere avers: Cruce greacă emailată alb cu marginile din argint aurit. La mijloc medalion emailat roșu pe care este o monograma lui Gheorghe I încoronată (AR aurit) în jur cu un cerc emailat alb între 2 c.l. din argint aurit cu legendă. Crucea este plasată pe o ghirlandă de laur (argint aurit) și de brațul superior, prin 3 minibalamale, se fixează sistemul de prindere de Eșarfă - din AR aurit (coroană închisă având deasupra glob cruciger și 2 anouri). Descriere revers: Descriere ca pentru avers dar totul este AR aurit și legenda e diferită. Legendă revers: Pe medalionul central legenda pe un rând 1863 - 1915 în medalion - 1913. | Muzeul Național de Istorie a României, București        | Cimec    |
|      | Marea Cruce a Ordinului englezesc „Victoria”                                       | Datare: aprilie 1896 Dimensiuni: G însemn: 59,82 g; G placă: 75,90 g; D pacă: 85 mm Material: AR; argint aurit; email; batere | Descriere avers: Cruce de Malta emailată alb cu marginile din argint aurit. La mijloc medalion oval încoronat cu coroană închisă regală (argint aurit) emailat roșu cu legendă între două c.l. din argint aurit, pe medalion aplicată cifra suveranului (în cazul nostru VRI - Victoria Regina Imperatrix), din argint aurit. De cruce se fixează un anou ce prinde un sistem de fixare de Eșarfă. Pe brațul de jos al crucii emailul ușor sărit. Placa: însemnul Ordinului aplicat pe o stea cu opt raze fațetate briliant. Descriere revers: Însemnul: este la fel cu aversul. Diferă prin faptul că este lis (AR aurit) având incizat numărul 550 pe medalionul central și două șurburi pe medalion și pe brațul de sus al crucii. Placă: revers lis, cu numărul 550 incizat, la mijloc, între două șuruburi. Ac de prindere din MC. Legendă revers: 550 | Muzeul Național de Istorie a României, București        | Cimec    |
|      | Însemn de Comandor (cu panglică, de la gradul de Mare Ofițer)                      | Datare: înființat de Confreria Sfântului Mormânt, fondată în sec. IV Școală: Arthus Bertrand din Paris Material: AR; argint aurit; email; batere | Descriere avers: Cruce de bronz încoronată cu coroană închisă, suprapusă peste o cunună din ram de palm. La mijlocul crucii medalion emailat, cu imaginea Nașterii, având în jur un cerc emailat albastru cu legendă. Deasupra crucii este un anou (tot din bronz) cu o cruce, care prinde însemnul de panglică. Descriere revers: Aceeași descriere ca pentru avers. Deosebiri: în locul medalionului central original, lipită o rozetă din plastic bleu. Pe brațele crucii legendă. Legendă revers: Τδ - εΝ - Τω - Nika / Enetei / 312 . | Muzeul Național de Istorie a României, București        | Cimec    |
|      | Placa, de la gradul de Mare Ofițer                                                 | Datare: înființat de Confreria Sfântului Mormânt, fondată în sec. IV Școală: Arthus Bertrand din Paris Material: AR; argint aurit; email; batere | Descriere avers: Aversul însemnului (cruce de bronz încoronată cu coroană închisă) suprapusă peste o cunună din ramuri de palm) plasat peste o stea din 8 raze cu câte 7 striuri verticale. Descriere revers: Stea cu 8 brațe, lisă, fiecare braț cu 7 raze. Pe stea sistem de prindere în piept din ac și 2 cârlige de o parte și alta a acului (tot sistemul din argint). Pe ac ponson penru argint, medalionul central este lis, sub el 2 dreptunghiuri cu legendă. Legendă revers: Sub medalionul central 2 dreptunghiuri cu legenda MODELE DEPOSE / RD 708002. | Muzeul Național de Istorie a României, București        | Cimec    |
|      | Ordinul de Merit German, Crucea Federală de Merit, în grad de Mare Cruce, Clasa I  | Datare: septembrie 1951 Școală: Steinbauer&Luck Material: AR; argint aurit; email; batere | Descriere avers: Stea cu șase colțuri. Fiecare braț cu câte șapte striuri, la mijloc suprapus însemnul Ordinului – cruce cu patru brațe lățite spre exterior (emailată roșu) la centru un medalion din metal cu vulturul german (emailat negru). Descriere revers: Stea lisă cu șase colțuri. Sistemul de prindere în piept este un ac pe care este incizat numele Casei și dedesubt titlul argintului. Legendă revers: Pe ac incizat: St.&L./ 800. | Muzeul Național de Istorie a României, București        | Cimec    |
|      | Mântuitorul, grad Comandor (cu panglică ce nu-i aparține. De „Sfânta Anna” Rusia)  | Datare: 1829 Material: AR; argint aurit; email; batere | Descriere avers: Cruce de Malta emailată alb. La mijloc medalion cu chipul Mântuitorului (emailat) având înjur legendă circulară între 2 c.l. (cu litere aurite pe email bleu). Între brațele crucii ghirlandă de stejar cu ghinde (dr., frunzele emailate verde fructele argint aurit) și măslin cu fructe (st., frunzele emailate verde fructele argint aurit și email roșu). De brațul superior al crucii este prins sistemul de fixare de panglică: coroană închisă cu glob cruciger, anou, inel de Comandor. Descriere revers: Însemn la fel cu aversul, dar în medalionul central emailat bleu o cruce cu brațe egale, emailată alb iar în jur altă legendă circulară. Legendă revers: Pe medalionul central emailat bleu legendă circulară: Η ΕΝ ΑΡΓΕΙ ΔΕΟΜΚΗ ΤΩΜ-ΔλΑΗΝΟΗ ΣΥΝΕΔΕΥΣΙΣ • Θ ΚΩ Α •. | Muzeul Național de Istorie a României, București        | Cimec    |
|      | Palmes Academiques, în grad de Ofițer al Academiei                                 | Material: AR aurit, pietre albe și roșii (diamante și rubine neexpertizate), batere | Descriere avers: Însemnul: Ghirlandă dintr-un ram de palm și unul de stejar (AR). În partea de sus a ghirlandei anou care prinde Însemnul de Panglică. Panglica este din rips mov (violet). 7 rubine și 5 diamante. Descriere revers: Însemnul: La fel cu aversul. Pe panglică nu sunt pietre. | Muzeul Național de Istorie a României, București        | Cimec    |
|      | Însemnul Ordinului Vulturul german Clasa II-a civil                                | Datare: 1 mai 1939 Material: AR aurit și email, batere | Descriere avers: Însemn: Cruce emailată alb. Între brațele crucii câte un vultur german (argint aurit) stând pe un medalion emailat alb, pe care se află zvastica din argint aurit. Descriere revers: La fel cu aversul dar numai argint aurit. De brațele 1 și 3 ale crucii este fixat sistemul de prindere de panglică/piept, ac din argint aurit, pe care este incizat titlul argintului. Legendă revers: Pe ac incizat 900 21. | Muzeul Național de Istorie a României, București        | Cimec    |
|      | Însemnul Ordinului Vulturul german Clasa III-a de război                           | Datare: 1 mai 1939 Material: AR aurit și email, batere | Descriere avers: Însemn: Cruce emailată alb, pe care se află două săbii încrucișate (argint aurit). Între brațele crucii câte un vultur german (argint aurit) stând pe un medalion emailat alb, pe care se află zvastica din argint aurit. De brațul de sus al crucii, de un ornament vegetal, se prinde anoul care fixează Însemnul de piept/panglică. Descriere revers: La fel cu aversul. Crucea emailată alb, nu are săbii. Anoul, rupt, are incizat titlul AR. Legendă revers: pe anou 900 21 ? | Muzeul Național de Istorie a României, București        | Cimec    |
|      | Sfântul Lazăr din Ierusalim, ospitalier și militar, în grad de Mare Cruce          | Material: AR aurit și email, batere | Descriere avers: Însemnul: Cruce cu 4 brațe în V emailate verde cu marginile emailate alb, cu bumbi auriți în vârfuri, între brațele crucii câte un element decorat aurit. La centrul crucii medalion oval cu scenă religioasă cu Învierea Sf. Lazăr (aurită pe email alb). În jur între c.l. legendă circulară (cu litere aurite pe email verde). Sistemul de prindere de Eșarfă: Floare de crin aurită între V-ul brațului de sus al crucii, de care se prinde o ghirlandă de laur și măslin (emailată verde), în care se află monogramate literele S (email alb) și L (emailat verde). Deasupra rozetă și anou de fixare. Foarte bun. Panglica era verde. Descriere revers: Însemnul Este la fel cu aversul dar medalionul central este doar cu reprezentarea Maicii Domnului cu Pruncul în brațe (doar aurit) și legenda este alta. Iar sistemul de fixare este doar aurit. Foarte bun. Legendă revers: Însemnul: pe cercul emailat verde al medalionului central legenda circulară MILITARIS HOSPITALIS ORDO ST.LAZAR IN JERUSALEM. | Muzeul Național de Istorie a României, București        | Cimec    |
|      | Însemn al Ordinului cruciat Sfântul Mormânt Ortodox                                | Școală: MODLE DEPOSE RD 708002 Material: AR aurit și email, batere | Descriere avers: Însemn: Cruce formată din 4 semicercuri (AR aurit) cu câte un vultur otrodox încoronat (AR aurit și email negru) pe brațul 1 și 3 și câte o coroană patriarhală (AR aurit și email roșu) pe brațul 2 și 4. La mijloc un medalion emailat având central reprezentarea Bisericii Sfântului Mormânt. În jur între c.l. din AR aurit, legendă pe email albastru. De lobul superior este fixat inel de prindere cu o cruce greacă. Smalțul ușor sărit de pe brațul 1. Descriere revers: Însemn: la fel cu aversul dar în medalionul central altă imagine a Bisericii Sfântului Mormânt (intrarea) și altă legendă. Legendă revers: Însemn •EN TOYTΩ. NIKA. •IEPOYΣAΛHM. MHTHP EKKΛHΣIΩ smalțul ușor căzut de pe bN | Muzeul Național de Istorie a României, București        | Cimec    |
|      | Palmes Academiques, în grad de Ofițer al Academiei                                 | Material: AR aurit, pietre albe și roșii (diamante și rubine neexpertizate), batere | Descriere avers: Însemnul: Ghirlandă dintr-un ram de palm și unul de stejar (AR). În partea de sus a ghirlandei anou care prinde Însemnul de Panglică. În dreapta mini însemnului 7 rubine în caboșon și diamante pe anoul de prindere Panglica este din rips mov (violet). Descriere revers: Însemnul: La fel cu aversul. Se văd caboșoanele pentru pietre (cele 5 pentru diamante deschise, nu sunt astujpate ca cele pentru rubine). | Muzeul Național de Istorie a României, București        | Cimec    |
|      | Placa de Mare Cruce a Ordinului românesc Steaua României” model militar, de război | Datare: 10 mai 1877 Școală: firma de Medalii și decorații Resch & Fii, București Material: AR aurit și email, batere | Descriere avers: Placa: Aversul Însemnului (cruce greacă emailată albastru, cu un medalion central emailat roșu pe care e aplicată o acvilă din față șezând pe fulger, în jur cerc email albastru cu legendă, înconjurat de ghirlandă din frunze de stejar emailate verde, legată cu panglică (AR), aplicat peste două săbii încrucișate (AR aurit), pe o stea cu 8 brațe tăiate ca briliant (din AR aurit). Crucea are smalțul sărit de pe brațul 1 și 3. Descriere revers: Placa : 8 raze perforate, medalionul central are la mijloc un alt medallion oval cu inscripție De raza 1 și 5 este fixat sistemul de prindere în piept (ac). Legendă revers: Placa: lisă, pe medalionul central legenda circulară/columnară cu numele casei JOSEPH RESCH *BUCAREST * și central FILS. | Muzeul Național de Istorie a României, București        | Cimec    |
|      | Marea Cruce a Ordinului portughez Ordinul celor 3 Ordine                           | Datare: 1789 Material: AV și email, batere | Descriere avers: Însemnul: (37448 a): medallion oval (AV) cu model vegetal traforat pe care sunt aplicate 3 medalioane ovale (AV, email alb) emailate, cu marginea dintr-un cerc emailat (în culorile panglicilor). Sus medalionul ORDINULUI LUI CHRISTOS cel care a primit jurisdicția, drepturile și patrimonial după dispariție (cerc exterior email roșu,ca panglica Ordinului și banda panglicii - roșie); jos dreapta medalionul ORDINULUI SFÂNTUL BENEDICT DE AVIS, fiind ramura portugheză a Ordinului de Calatrava (cerc exterior email verde, ca panglica Ordinului și banda panglicii - verde); jos stânga medalionul ORDINULUI SFÂNTUL IACOB AL SPADEI ce proteja drumurile pelerinilor spre Compostella (cerc exterior email roșu, ca panglica Ordinului și banda panglicii - roșie panglică,). In partea de sus a medalionului se află un inel care prinde sistemul de prindere de panglică (ghirlandă de stejar – AV, frunzele emailate verde, legată jos cu panglică AV emailată albastru). In vârful ghirlandei anou (AV). | Muzeul Național de Istorie a României, București        | Cimec    |
|      | Marea Cruce a Ordinului peruan Soarele Peru-ului                                   | Datare: 1821 Dimensiuni: D - însemnul cca. 60 mm, coroana cca.25x31 mm, placa cca 90 mm. Material: AV și email, briliante, batere | Descriere avers: Însemnul: (37451 a): Stea din 18 vârfuri, striate vertical din câte 5 striuri. La mijloc medallion format din ghirlandă de frunze măslin legată jos cu panglică, inel din briliante, (AV și email verde), câmp email roșu închis pe care e aplicat medallion MC cu stema țării. Deasupra inel de prindere de Eșarfă din frunze laur (email verde și AV) legată cu panglică (AV). Placa: (37451 c) stea din AR, cu 8 vârfuri, fiecare cu câte 7 raze (plus una care separă mănunchiurile de raze). Peste stea este aplicat medalionul Ordinului (descris mai sus), înconjurat de câte 2 cercuri (unul cu briliante, unul AR), între ele cerc emailat alb cu legendă aurită. Eșarfa (nu aparține Ordinului) este roșie cu dungi albe late pe margini. Descriere revers: Placa (37451c): stea lisă: Însemnul: este la fel cu aversul, dar medalionul central are inscripție pe 4 rânduri. Placa: - este la fel cu aversul, dar medalionul central are inscripție pe 4 rânduri, cu 18 raze, un medalion central de care se prinde sistemul de fixare în piept (ac). Legendă revers: Însemnul: anepigraf. Placa: lisă, pe medalionul central legenda cu numele casei.. legendă pe 4 rânduri LEMAITRE/& Fils/RUE ST HONORE/346/PARIS. Rândul 1 și 4 semicirculare (pe medalionul central). | Muzeul Național de Istorie a României, București        | Cimec    |
|      | Marea Cruce a Ordinului egiptean Virtuților/AL Kemal                               | Datare: 14 aprilie 1915 Școală: Cairo Dimensiuni: Diam. însemnul cca. 50 mm, coroana cca. 15x18 mm, placa cca 75 mm. Material: AV, AR și email, briliante, batere | Descriere avers: Însemnul: (37459 a). Stea formată din 10 lalele (5 AV și email bleu mai mari, alternând cu 5 din AV și email alb, mai mici). În vârful lalelelor câte un diamant în casetă AV. Deasupra diamantului de sus, aflat deasupra lalelei de sus emailată bleu, coroană regală (AV și email roșu și alb) de care se prinde un anou (AV) ce fixează sistemul de prindere (AV). Placa: (37459 c) stea de forma Însemnului, din 10 lalele emailate (5 emailate bleu mai mari, 5 emailate alb mai mici, având în vârf câte un diamant. În centru medalion emailat alb, cu inscripție bleu, pe marginea sa 10 diamante). Însemnul Ordinului este fixat pe o stea mai mare, din AV traforat și email alb, cu 5 diamante în formă de lacrimă în vârf. Descriere revers: Însemnul: este la fel cu aversul, dar numai aur. Placa (37459 c): stea lisă, un medalion central cu inscripție incizată. Fixat sistemul de prindere (ac). Legendă revers: Placa: lisă, pe medalionul central legenda Lattes ! (Cairo). Ac de prindere. | Muzeul Național de Istorie a României, București        | Cimec    |
|      | Marea Cruce a Ordinului Leul Alb, civil                                            | Datare: 1922 Școală: firma de Decorații Karnet & Kisely, din Praga Dimensiuni: Diam. însemnul cca. 63 mm, cununa din frunze de tei cca. 30x34 mm, placa cca 85 mm. Material: AR aurit și email, batere | Descriere avers: Însemnul: (116749 a) Cruce cu 5 brațe emailate roșu. În centru leul boemian (AR) având pe piept scut cu cruce dublă. Între brațele crucii frunze de tei (AR aurit). De brațul de sus al crucii este un mic inel care prinde o cunună de tei cu două ramuri de palmier încrucișate în interior (la Ordinul civil) din AR aurit. De aceasta se prinde sistemul de fixare de Eșarfă.. Placa (116749 b): Stea cu 8 vârfuri striate vertical, la centru medalion emailat roșu cu leul boemian (AR aurit) înconjurat de un cerc tot emailat roșu cu legendă. Eșarfa (116749 c) este din rips roșu cu dungă albă spre margine. Pe inelul de prindere de Eșarfă inițialele casei (KK). Smalțul foarte ușor sărit de pe brațul de sus al crucii Însemnului (revers). Descriere revers: Însemnul: pe brațele crucii scuturi cu stemele Provinciilor ce alcătuiau atunci Cehoslovacia (Boemia, Slovacia, Moravia, Silezia, Rutenia), din AR aurit. Între brațele crucii frunze de tei (AR aurit) .De brațul de sus al crucii este un mic inel care prinde o cunună de tei cu două ramuri de palmier încrucișate în interior (la Ordinul civil) din AR aurit. De aceasta se prinde sistemul de fixare de Eșarfă. Central, medalion emailat roșu pe care sunt inițialele Republicii Ceho-Slovace monogramate (AR aurit), având în jur un cerc (AR aurit) cu inscripție. Placa (147147 b): 8 raze striate vertical, este lisă, are un sistem de prindere în piept (ac) pe care sunt ințialele casei și două marcaje pentru argint. Lipsă medalion central. Legendă revers: Însemnul: VÍTĚZI PRAVDA, legendă circulară în cercul din AR aurit. Placa: lisă, pe ac ințialele casei (KK) și două marcaje pentru argint. | Muzeul Național de Istorie a României, București        | Cimec    |
|      | Marea Cruce a Ordinului românesc Steaua României, civil                            | Datare: 10 mai 1877 Școală: firma de Medalii și decorații Resch & Fii din București Dimensiuni: Diam. însemnul cca. 70 mm, coroana 40 cca. mm, placa cca 90 mm. Material: AR aurit și email, batere | Descriere avers: Însemnul: (147147 a) : cruce bizantină emailată albastru închis, între brațe raze (ar aurit) având la mijloc medalion c emailat roșu cu acvilă din față șezând pe fulger (AR aurit). În jur cerc emailat albastru cu legendă, înconjurat de ghirlandă din frunze de stejar (email verde) legată cu panglică. De brațul de sus al crucii este prinsă o coroană regală cruciată (AR aurit) de care este fixat inelul de prindere de Eșarfă. Placa: (147147 b). Însemnul aplicat pe o stea cu 8 brațe tăiate ca briliant (din AR). Emailul (albastru) de pe 2 brațe ale crucii Însemnului, căzut parțial. Eșarfa este din rips roșu cu două dungi albastre spre margine. Descriere revers: Însemnul: este la fel cu aversul, dar medalionul central are monograma încoronată a lui Carol I. Placa (147147 b): 8 raze perforate, medalionul central are la mijloc un alt medallion oval cu inscripție. De raza 1 și 5 este fixat sistemul de prindere în piept (ac). Legendă revers: Însemnul: IN FIDE SALUS, în cercul emailat albastru. Placa: lisă, pe medalionul central legenda circulară/columnară cu numele casei JOSEPH RESCH *BUCAREST * și central FILS. | Muzeul Național de Istorie a României, București        | Cimec    |
|      | Ordinul rusesc imperial Sfânta Anna model militar, de război, Clasa III-a cu spade | Datare: 1735 Material: AV și email, batere | Descriere avers: Însemnul:.Cruce de Malta emailată roșu închis, la mijloc medalion emailat alb, cu imaginea Sfintei Anna în picioare, în atitudine pioasă, între doi copaci. Între brațele crucii model vegetal. Totul așezat pe 2 spade încrucișate. De brațul de sus al crucii e fixat un anou (metal) care prinde Însemnul de panglică. Descriere revers: Însemnul:. Aceeași descriere ca pentru avers. Deosebiri: Pe medalionul central emailat alb dublă monogramă A încoronată. | Muzeul Național de Istorie a României, București        | Cimec    |
|      | Marea Cruce pentru militari a ordinului belgian Leopold I                          | Datare: 1832 Material: AV; AR; email; batere | Descriere avers: Însemnul (37444 a): Stea emailată alb, din 8 vârfuri terminate cu bobițe din AV, 3-4 lipsă, 5-8 deformate. La mijloc medallion, în centru leul olandez (AV), în jur cerc email roșu cu legendă (litere AV), între c.l.e. și c. ornamentat (AV) interior. Între brațele crucii ghirlandă de măslin (dreapta) și stejar (stânga), din email verde, legată jos cu panglică (AV). Deasupra crucii 2 săbii încrucișate, deasupra lor, element pătrat (9 șiruri verticale punctiforme din AV) care fixează coroană crucigeră închisă (AV) de care se prinde inelul striat de fixare de Eșarfă. Placa (37444 c): stea rombică din AR tăiat briliant. Peste stea sunt aplicate 2 spade încrucișate, iar peste ele medalionul Ordinului (descris mai sus), doar că cercul exterior este ornamentat (AV). Eșarfa este mov. Descriere revers: Însemnul: este la fel cu aversul, dar medalionul central are o monogramă ornamentată (3 sigle din AV pe email negru), iar pe cercul emailat roșu este o cunună laur (AV). Placa: stea rombică cu perforații, de care se prinde sistemul de fixare în piept (ac având 2 ponsoane), cu 8 nituri, un ponson cu sigla B a casei și un medalion central cu numele casei (legendă circulară la centru în c.p.i. legendă pe 3 rânduri). Legendă revers: Însemnul: Pe medalionul central legendă circulară între c.p.i. și c.ș.e MARCHE AUX HERBES ”BRUXELLES”. În centru legendă pe 3 rânduri C.J./BULS/103. | Muzeul Național de Istorie a României, București        | Cimec    |
|      | Marea Cruce pentru militari a ordinului belgian Leopold I                          | Datare: 1832 Dimensiuni: Coroana: 37x32 mm; Spadele: 42 mm Material: AV; AR; email; batere | Descriere avers: Însemnul (37445 a): Stea emailată alb, din 8 vârfuri terminate cu bobițe din AV. La mijloc medallion, în centru leul olandez (AV), în jur cerc email roșu cu legendă (litere AV), între c.l.i. și c.p.e. (ambele din AV). Între brațele crucii ghirlandă de măslin (dreapta) și stejar (stânga), din AV, din email verde și roșu, legată jos cu panglică (AV). Deasupra crucii 2 săbii încrucișate, deasupra lor, element în V în jos (AV) care fixează coroană crucigeră închisă (AV) de care se prinde inelul de fixare de Eșarfă. Placa (37445 c): stea rombică din AR tăiat briliant. Peste stea sunt aplicate 2 spade încrucișate, iar peste ele medalionul Ordinului (descris mai sus), doar că cercul exterior este ornamentat (AV). Eșarfa este mov. Descriere revers: Însemnul: este la fel cu aversul, dar medalionul central are o monogramă ornamentată (3 sigle din AV pe email negru), iar pe cercul emailat roșu este o cunună laur (AV). Placa: stea rombică cu perforații, de care se prinde sistemul de fixare de Eșarfă (ac), cu 8 fire AR ce prind elementele de pe avers și alte 2 elemente (AR) pentru fixarea în piept, un medalion central cu numele casei (legendă circulară la centru în c.l.i. legendă pe 6 rânduri). Legendă revers: Însemnul: Pe medalionul central legendă circulară în c.l.e monogramate siglele RLR (Leopoldus Rex Begiae). Placa: pe medalionul central legendă circulară SPECIALITE DE CROIX & RUBANS D’ORDRES ”BRUXELLES”. În centru legendă pe 6 rânduri GUSTAVE/ WOLFERS/ BIJOUTIER/ RUE DE LA/ MADELEINE/ 55. | Muzeul Național de Istorie a României, București        | Cimec    |
|      | Franz Joseph                                                                       | Datare: 1849 Material: AV; email; batere | Descriere avers: Însemnul: cruce cu 4 brațe emailată roșu având în spate vulturul bicefal încoronat austriac (AV), la mijloc medalion cu monograma FJ (Franz Joseph). Ambele capete ale vulturului bicefal țin în cioc lanț ce trece peste brațul 1 și 3 al crucii. În partea de jos a lanțului (AV), pe el, inscripția VIRIBUSUNITIS. De brațul de sus al crucii se prinde o coroană închisă, crucigeră, din care iese o panglică cu capetele petrecute (AV), de care e fixat inelul de prindere de panglică. Pe inel inscripție cu numele casei: KITTNER/ IM WIEN. Descriere revers: Însemnul: aceeași descriere ca pentru avers. Deosebiri: în medalionul central 1849 (AV), anul fondării Ordinului. Legendă revers: Însemnul: Pe medalionul central emailat alb anul 1849. | Muzeul Național de Istorie a României, București        | Cimec    |
|      | Marea Cruce a Ordinului național francez l Legiunea de Onoare                      | Datare: 1802 Dimensiuni: Diam. însemnul cca. 67 mm cununa 40x20 mm, placa cca 73 mm Material: AV, AR și email, batere | Descriere avers: Însemnul: (37443 a) - cruce de Malta emailată alb, cu 5 brațe terminată cu rotunduri din AU. La mijloc medalion AU cu efigia Marianei (Franța) profil dreapta, având în jur cerc email albastru cu legendă circulară din AU. Între brațele crucii ghirlandă stejar (dr) și măslin (st) din AU emailată verde, partea de măslin cu bobițe email roșu. De brațul superior al crucii un dispozitiv dreptunghiular (AV) de care se prinde sistemul de fixare de eșarfă (cunună jumătate stejar jumătate măslin, legată sus și jos cruciș cu panglică AU, anou AU. (emailul sărit parțial de pe brațele crucii și ghirlandă). Placa: (37443 c) o stea formată dintr-o cruce de Malta tăiată ca briliant, între brațele crucii câte 3 raze (AR). Central medalion AR cu efigia Marianei (Franța) profil dreapta, având în jur cerc cu legendă. Eșarfa: (37411 b) rips roșu. Descriere revers: Însemnul: la fel cu aversul, dar medalionul central redă 2 drapele ale Franței, încrucișate și altă legendă - HONNEUR ET PATRIE * * * emailul sărit parțial de pe brațele crucii și ghirlandă). Placa: stea lisă, un medalion central și sistem de prindere în piept (ac și 2 sisteme de agățare). Pe un braț al crucii marcaj de AR. | Muzeul Național de Istorie a României, București        | Cimec    |
|      | Marea Cruce a Ordinului imperial rusesc Sfântul Alexandru Nevski                   | Datare: 1855 Material: AV, AR și email, batere | Descriere avers: Însemnul: (37447 a) cruce pattee (crucea Sf. Gheorghe) emailată roșu închis, la mijloc medalion emailat având în jur cerc AV, cu imaginea lui Alex. Nevski călare în fața Lavrei care-i poartă numele. Între brațele crucii câte un vultur imperial bicefal încoronat având pe piept scutul Moscovei (Sf. Gheorghe ucigând balaurul). De brațul superior al crucii un inel (AV) de care se prinde sistemul de fixare de eșarfă (din AV): Placa: (37447 c) presupunem că este o stea de la placa decorației Sf. Alexandru – Bulgaria, stea cu 8 vârfuri tăiate pătrat, fiecare cu câte 7-8 raze. Central medalion înconjurat de câte 2 cercuri AR ornamentat (ca la Sf. Alexandru – Bulgaria) și unul din email roșu închis cu inscripție din AV. La mijloc pe email alb monograma SA (în ligatură) – Sf. Alexandru. Eșarfa: (37411 b) rips roșu închis. Descriere revers: Însemnul: este la fel cu aversul, dar medalionul central este emailat alb și cu roșu este redată monograma încoronată a lui Alexandru. Placa: stea lisă, cu 16 raze, un medalion central cu 2 nituri care prind medalionul (ulterior baterii) și 1 care prinde sistemul de fixare în piept (ac). Legendă revers: Însemnul cu legendă centrală 1852-3 și circulară (pe email cu aur) ЗАНЕЗАBИСИМОСТЬЦРНЕГОРЕ. Placa: lisă. Pe acul de prindere legenda GBR . RESCH . WIEN. | Muzeul Național de Istorie a României, București        | Cimec    |
|      | Marea Cruce a Ordinului italian Sfinții Mauriciu și Lazăr                          | Datare: 1454 Dimensiuni: G = 101,78 g. Însemnul cu Eșarfă 34,34 g, Placa 67,44 g.; Diam. însemnul cca. 60 mm, coroana 40x33 mm Placa cca. 85 mm Material: AR și email, batere | Descriere avers: Însemnul: Cruce greacă trilobată emailată alb (pentru Sf. Mauriciu) cu emailul crăpat, între brațe având Cruce bifidă (de Malta) cu 8 colțuri emailată verde cu margini AU (pentru Sf. Lazăr, emailul alb crăpat). De brațul de sus al crucii fixat sistem de prindere de eșarfă (coroană regală din AU, cu marginea cu decor emailat roșu). Placa - stea din 8 brațe formate din câte 7 raze (AR tăiat ca briliant), peste care este plasat Însemnul Ordinului (vezi descrierea mai sus). Descriere revers: Însemnul: cruce din AR emailată alb și verde, la fel cu aversul. Placa: stea lisă cu 8 brațe cu perforații, cu sistem de fixare de piept (ac) din AR. | Muzeul Național de Istorie a României, București        | Cimec    |
|      | Marea Cruce a Ordinului portughez feminin Sfânta Isabella                          | Datare: 1801 Material: AV, AR și email, batere | Descriere avers: Însemnul: (37453 a) – medalion înconjurat de o cunună de trandafiri (din AU) cu vârful în jos. Sus, între capetele cununii chipul lui Christ (AU). Medalionul este pe email și reprezintă pe Sânta Isabella dând de pomană unui sărac, aluzie la unul din miracolele sfintei (scena din AU, și email divers colorat). Pe fundal este redată o coloană și razele solare pe fundal de stele (AU și email alb). Sub medalion, în afara cununii, eșarfă emailată albastru cu inscripție (AU). De capul lui Christ prinsă o coroană (AU, email roșu și verde), de care se fixează sistemul de prindere din AU. Eșarfa: (37453 b) rips roz cu o dungă albă la mijloc. Descriere revers: Însemnul: la fel cu aversul, dar este redat spatele capului lui Christ iar medalionul central este emailat cu monograma sfintei din aur (IC – Isabel Catholica). Deasupra monogramei cunună de măslin, dedesubt panglică (email albastru) pe care este inscripție cu litere de aur. În jur cerc emilat albastru cu inscripție cu litere de aur și (jos) 2 ramuri de măslin. În jurul medalionului cunună de trandafiri (AU). Legendă revers: sub monogramă MDCCCI. În jur medalion, circular – REAL ORDEM DE SANTA ISABEL. | Muzeul Național de Istorie a României, București        | Cimec    |
|      | Marea Cruce a Ordinului austro-ungar feminin Sfânta Elisabeta                      | Datare: 1898-1918 Dimensiuni: Diam. însemnului cca. 48 mm funda cca. 23x21 mm, Placa cca. 70 mm. Material: AV, AR și email, batere | Descriere avers: Însemnul: (37454 a) – medalion cu redarea din profil dreapta a bustului Sf. Elisabetha (Au) pe email alb, înconjurat de cerc AU, perlat. Medalionul este aplicat peste cruce greacă ale cărei brațe sunt formate din 3 elmente emailate, 1 alb și 2 roșii, între brațele crucii câte un ram de trandafir emailat colorat divers, cu câte 2 flori., amintind unul din miracolele Sfintei. Sus, de brațul crucii, o fundă de care este fixat anoul de prindere de Eșarfă (AU). Eșarfa: (37454 b) rips alb cu câte o dungă roșu închis pe fiecare margine. Placa (37454 c): Stea cu 8 brațe tăiate ca briliant, fiecare braț al stelei format din câte 5 raze. Peste stea este aplicat Însemnul Ordinului (descris mai sus). Descriere revers: Însemnul: la fel cu aversul, dar pe medalionul central este redată monograma Sf. Elisabetha (E) pe un ram de trandafiri (elemente din AU), totul pe email alb. Pe dosul fundei sistem de fixare de Eșarfă. Placa: stea cu 8 brațe (AR), cu perforații, la centru medallion lis (email, AU), pe 4 brațe ale stelei 4 butoane (AU ?, pentru fixarea Însemnului pe avers) și system de prindere de Eșarfă (ac, din AU). | Muzeul Național de Istorie a României, București        | Cimec    |
|      | Marea Cruce a Ordinului bulgar Sfântul Alexandru                                   | Datare: 1878/1881 Dimensiuni: D = însemnul cca. 55 mm, coroana cca. 40 mm, placa cca 80 mm Material: AV, AR și email, briliante, batere | Descriere avers: Însemnul: (37457 a) cruce pattee (crucea Sf. Gheorghe) emailată alb cu margini AR auitr, la mijloc medalion emailat roșu cu legendă aurită având în jur cerc emailat alb cu legendă aurită înconjurat de 2 cecuri aurite. De brațul superior al crucii se prinde sistemul de fixare de eșarfă (de forma unei coroane din AR aurit și email verde, alb și roșu. Din partea de jos a coroanei pornesc 2 panglici din AR aurit, email verde, alb și roșu. Deasupra coroanei glob cruciger (AR aurit) de care se prinde anou din AR aurit. Placa: (37457 c) stea din AR, cu 8 vârfuri, fiecare cu câte 7 raze (plus una care separă mănunchiurile de raze). Peste stea este aplicat medalionul Ordinului (descris mai sus), înconjurat de câte 2 cercuri (unul cu briliante, unul AR), între ele cerc emailat alb cu legendă aurită. Descriere revers: Însemnul: este la fel cu aversul, dar medalionul central este emailat alb și în jurul lui cerc aurit. În medallion legendă pe 3 rânduri, aurită. De brațul superior al crucii se prinde sistemul de fixare de eșarfă (de forma unei coroane din AR și email verde, alb și roșu. Din partea de jos a coroanei pornesc 2 panglici dn AV, AR, email verde, alb și roșu. Deasupra coroanei glob cruciger (AV) de care se prinde anou AV. Placa: (stea din AR, cu 8 vârfuri, fiecare cu câte 7 raze. Placa (37457 c): stea lisă, cu 7 raze, un medalion central de care se prinde sistemul de fixare în piept (ac). Legendă revers: Însemnul: legendă centrală 19/ФЕВРАЛБ/1878. Placa: lisă, pe acul de prindere numele casei. | Muzeul Național de Istorie a României, București        | Cimec    |
|      | Marea Cruce a Ordinului finlandez Trandafirul Alb                                  | Datare: 1919 Material: AV, AR și email, batere | Descriere avers: Însemnul: Crucea Sf. Gheorghe emailată alb cu margine din AR aurit. Între brațele crucii bustul leului finlandez (leu încoronat, cu gura deschisă și limba scoasă, ține sabie paralel cu solul. Din AR aurit.) În centrul crucii medalion cu reprezentarea unui trandafir trasat cu AR aurit pe email alb, pe fond email albastru. De brațul de sus al crucii fixat sistem de prindere de eșarfă. Eșarfa: rips albastru închis. Placa - stea din 5 brațe formate din câte 7 raze (AR) plasată peste o alta mai joasă, formată din câte 3 rânduri de câte 5 solzi (AR aurit). În centrul stelei medalion emailat, trandafir alb trasat cu AR aurit pe email bleu, în jur legendă cu litere AU pe email negru, între cercuri din AR aurit. În Cutie: imitație piele albastru închis. Pe capacul exterior leul finlandez, pe cel interior (mătase albă) scris cu litere de AU ATTILANDER/simbolul decorației. Descriere revers: Însemnul: cruce emailată alb la fel cu aversul, dar fără medallion central. Placa: stea lisă cu 5 brațe, medallion central lis, dar cartuș pe care este incizat ATTILANDER, celelalte cu 4 marcaje. Sistem de fixare de piept (ac) din AR aurit. Legendă revers: Însemnul: anepigraf. Placa: pe medalion central 5 cartușe, pe unul este incizat ATTILANDER. | Muzeul Național de Istorie a României, București        | Cimec    |
|      | Marea Cruce a Ordinului bulgar Sfântul Alexandru                                   | Datare: 1878/1881 Școală: Viena Dimensiuni: Diam. însemnul cca. 60 mm, coroana cca. 55 mm, placa cca 80 mm. Material: AV, AR și email, batere | Descriere avers: Însemnul: (116756 a) cruce pattee (crucea Sf. Gheorghe) emailată alb cu margini AR aurit, la mijloc medalion emailat roșu cu legendă aurită având în jur cerc emailat alb cu legendă aurită, înconjurat de 2 cercuri aurite. De brațul superior al crucii se prinde sistemul de fixare de eșarfă (de forma unei coroane din AR aurit și email verde, alb și roșu), cu un anou cu 2 marcaje AR. Din partea de jos a coroanei pornesc 2 panglici din AR aurit, email verde, alb și roșu. Deasupra coroanei glob cruciger (AR aurit) de care se prinde anou din AR aurit. Placa: (116756 b) stea din AR, cu 8 vârfuri, fiecare cu câte 7 raze (plus una care separă mănunchiurile de raze). Peste stea este aplicat medalionul Ordinului (descris mai sus), înconjurat de câte 2 cercuri AR și AR aurit, între ele cerc emailat alb cu legendă aurită. Descriere revers: Însemnul: este la fel cu aversul, dar medalionul central este emailat alb și în jurul lui cerc aurit. În medallion legendă pe 3 rânduiri, aurită. De brațul superior al crucii se prinde sistemul de fixare de eșarfă (de forma unei coroane din AR și email verde, alb și roșu. Din partea de jos a coroanei pornesc 2 panglici din AR, email verde, alb și roșu. Deasupra coroanei glob cruciger (AR aurit) de care se prinde anou aurit. Placa: stea din AR, cu 8 vârfuri, fiecare cu câte 7 raze. Placa (116756 b): stea lisă, cu 7 raze, un medalion central (cu 3 marcaje AR) și de care se prinde sistemul de fixare în piept (ac pe care e incizat numele Casei și marcaj AR). Legendă revers: Însemnul: legendă centrală 19/ФЕВРАЛБ/1878. Placa: lisă, pe acul de prindere numele casei. Marcaje AR (5). | Muzeul Național de Istorie a României, București        | Cimec    |
|      | Marea Cruce a Ordinului finlandez Trandafirul Alb                                  | Datare: 1919 Dimensiuni: Diam. însemnul cca. 53 mm, Placa cca. 82 mm. Material: AV, AR și email, batere | Descriere avers: Însemnul: Crucea Sf. Gheorghe emailată alb cu margine din AR aurit. Între brațele crucii bustul leului finlandez (leu încoronat, cu gura deschisă și limba scoasă, ține sabie paralel cu solul. Din AR aurit.) În centrul crucii medalion cu reprezentarea unui trandafir trasat cu AR aurit pe email alb, pe fond email albastru. De brațul de sus al crucii fixat sistem de prindere de eșarfă (pe inelul prins de brațul crucii marcaje pentru AR și Casă). Eșarfa: (116772) rips albastru închis. Placa - stea din 5 brațe formate din câte 7 raze (AR) plasată peste o alta mai joasă, formată din câte 3 rânduri de câte 5 solzi (AR aurit). În centrul stelei medalion emailat, trandafir alb trasat cu AR aurit pe email bleu, în jur legendă cu litere AU pe email negru, între cercuri din AR aurit. Descriere revers: Însemnul: cruce emailată alb la fel cu aversul, dar fără medallion central. Placa: stea lisă cu 5 brațe, medallion central lis, dar cartuș pe care este incizat ATTILANDER, altul cu 813 H, alte 3 cu marcaje de AR. Pe un braț al stelei cartuș cu ATTILANDER. Sistem de fixare de piept (ac) din AR aurit. Legendă revers: Însemnul: anepigraf. Placa: pe medalion central 5 cartușe pe care este incizat ATTILANDER, 813 H, marcaje de AR. | Muzeul Național de Istorie a României, București        | Cimec    |
|      | Marea Cruce a Ordinului austriac "Leopold"                                         | Dimensiuni: Greutate: 81.67 g. Însemnul 33.81 g, Placa 47.86 g. Diametrul însemnului cca. 48 mm, coroana cca. 50 mm (cu sistemul de prindere de eșarfă). Material: AV, AR și email; batere | Descriere avers: Însemnul: (37411 a) cruce patee emailată roșu, pe margine alb și AU, la mijloc medalion emailat roșu, pe margine cerc emailat alb, ambele elemente ale medalionului cu inscripție din AU. De brațul de sus al crucii un inel (cu 3 ponsoane AU) de care se prinde sistemul de fixare de eșarfă (coroană ornamentală, din AU și email roșu, deasupra glob cruciger, dedesubt ies două panglici de Au, de globul cruciger este fixat inelul de prindere). Placa: (37411b) crucea Ordinului aplicată peste o stea cu 8 raze, fiecare cu câte 7 striații fiecare. Eșarfa: (37411 c) rips roșu, cu bordură albă. | Muzeul Național de Istorie a României, București        | Cimec    |
|      | Gradul de Comandor al Ordinului prusian militar de merit "Pour le Merite"          | Datare: Ordin de merit din 1740 Dimensiuni: Greutate: Însemnul (cu panglică) 33.81 g, Diametrul însemnului cca. 53 mm, fără sistem de prindere de panglică), Titlul: neexpertizat. Material: AV și email; batere | Descriere avers: Însemnul: este o cruce de Malta (cu 8 vârfuri) emailată albastru deschis, cu marginile și legenda de pe avers din aur. Între brațele crucii sunt plasați vulturi germani (cu aripi ridicate) din aur. În vârful crucii este sistemul de prindere de anoul de comandor, găurit. Însemnul cu panglică (37411 a-b) este foarte bun. Descriere revers: Însemnul: cruce de Malta (cu 8 vârfuri) emailată albastru deschis, cu marginile din aur. Între brațele crucii sunt plasați vulturi germani (cu aripi ridicate) din aur. În vârful crucii este sistemul de prindere de anoul de Comandor, găurit. Legendă revers: anepigraf. | Muzeul Național de Istorie a României, București        | Cimec    |
|      | Gradul de Comandor al Ordinului prusian militar de merit "Pour le Mérite"          | Datare: Ordin de merit din 1740 Dimensiuni: Greutate: Însemnul (cu panglică) 17.09 g, Diametrul însemnului cca. 53 mm, fără sistem de prindere de panglică), Titlul: neexpertizat. Material: AV și email; batere | Descriere avers: Însemnul: este o cruce de Malta (cu 8 vârfuri) emailată albastru deschis, cu marginile și legenda de pe avers din aur. Între brațele crucii sunt plasați vulturi germani (cu aripi ridicate) din aur. În vârful crucii este sistemul de prindere de anoul de comandor, găurit. Descriere revers: Însemnul: cruce de Malta (cu 8 vârfuri) emailată albastru deschis, cu marginile din aur. Între brațele crucii sunt plasați vulturi germani (cu aripi ridicate) din aur. În vârful crucii este sistemul de prindere de anoul de Comandor, găurit. Legendă revers: anepigraf. | Muzeul Național de Istorie a României, București        | Cimec    |
|      | Marea cruce a Ordinului austriac "Sfântul Ștefan rege apostolic al Ungariei"       | Dimensiuni: Greutate: Însemnul 35.91 g, Placa 67.32 g, Minidecorația (Însemn cu panglică, Placă) 24.42 g. Diam. însemnului cca. 85 mm (cu sistem de prindere de eșarfă), Placa cca. 90 mm, Minidecorația cu panglică cca. 90 mm, Miniplaca cca. 20 mm. Material: AV și email; batere | Descriere avers: Însemnul: (37413 a) cruce patee emailată verde, la mijloc medalion în jur cerc emailat alb cu legendă neagră, în centru email roșu pe care e o cruce cu 2 brațe din email alb, flancată de literele M și T, cruce partriarhală într-o coroană regală (AV) aflată pe un munte sugerat de 3 înălțimi (email verde). De brațul de sus a crucii e fixat sistemul de prindere de Eșarfă (coroană din AV). Pe muchie sigla W. Placa (37413 b): stea cu 8 vârfuri, fiecare rază din câte 7 raze tăiate ca briliantul, la mijloc medalion cu semnul Ordinului, în jur ghirlandă. Minidecorația (37413 c) este formată din Însemn (identic cu cel mare), cu panglică triunghiulară, pe care e prinsă placa (identică cu cea mare). Eșarfa (37413 d) este din rips roșu ciclam cu dungă lată verde pe margine. Descriere revers: Însemnul: Aceeași cruce dar legendă pe 3 rânduri cu litere negre pe email alb STO/ST:RI./AP. În ghirlandă de stejar. Sistemul de prindere de eșarfă anepigraf. Placa anepigrafă, pe ac 3 ponsoane cu CF ROTHE, WIEN, marcaj pentru argint. Minidecorația este la fel cu piesele mari. Legendă revers: În medalionul central, pe email alb, STOP/ST:RI./AP. Pe acul plăcii CF ROTHE, WIEN, marcaj pentru argint. Minidecorația este la fel cu piesele mari. | Muzeul Național de Istorie a României, București        | Cimec    |
|      | Marea Cruce a Ordinului muntenegrean Danilo                                        | Dimensiuni: Titlu: AU 583‰, AR 875‰ Material: AV; AR; email; batere | Descriere avers: Însemnul: (37414 c) cruce patee emailată albastru, pe margine alb și roșu, la mijloc medalion emailat roșu și alb, medalionul cu inscripție din AU. De brațul de sus al crucii un inel (AV) de care se prinde sistemul de fixare de eșarfă (coroană ornamentată, din AU, deasupra glob cruciger, dedesubt ies 2 panglici de AU, de globul cruciger este fixat inelul de prindere. Placa: (37414 a) crucea Ordinului aplicată peste o stea cu 8 raze, fiecare tăiată tip briliant și 8 raze. Eșarfa: (37411 b) rips alb, cu bordură roșie. Descriere revers: Însemnul: este la fel cu aversul, dar medalionul central are pe margine o ghirlandă de stejar legată cu panglică, iar central, pe email alb, altă legendă. Coroana are în centru AU. Placa: stea lisă, cu 16 raze, un medalion central și sistem de prindere în piept. Legendă revers: Însemnul cu legendă centrală 1852-3 și circulară (pe email cu aur) ЗАНЕЗАBИСИМОСТЬЦРНЕГОРЕ. Placa: lisă. Pe acul de prindere legenda GBR . RESCH . WIEN. | Muzeul Național de Istorie a României, București        | Cimec    |
|      | Marea Cruce a Ordinului brazilian Crucea Sudului                                   | Datare: 1822 Dimensiuni: Titlu: AU 750‰ Material: AV; email; batere | Descriere avers: Însemnul: (37415 a) stea emailată alb, pe margine aur, la mijloc medalion cu efigia regelui Pedro I, medalionul cu inscripție din AU în jurul efigiei. Între brațele stelei ghirlandă de stejar emailată verde, cu aur. De brațul de sus al stelei coroana regală braziliană (AV) deasupra cu glob cruciger cruciat (AV) de care este fixat anoul de prindere, de eșarfă (AV): Placa: (37415 c) crucea Ordinului între brațe având câte 6 raze (AV), la mijloc medalion emailat albastru deschis având aplicată o cruce din câte 9 stele fiecare braț, pe margine inscripție cu litere aur pe email albastru închis. De brațul de sus al stelei coroana regală braziliană (AV). Eșarfa: (37415 b) rips bleu. Descriere revers: Însemnul: este la fel cu aversul, dar medalionul central are pe margine, central, pe email albastru, altă legendă. Placa: stea lisă, un medalion central și sistem de prindere (ac) în piept. Legendă revers: Însemnul: medalion cu legenda circulară (pe email albastru cu aur) BENEMERENTIUM PREMIUM. La mijloc cruce formată din câte 9 stele emailate alb și aur fiecare braț. Placa: lisă. Pe acul de prindere legenda GBR . RESCH . WIEN. | Muzeul Național de Istorie a României, București        | Cimec    |
|      | Marea Cruce a Ordinului luxemburghez Leul de Aur al Casei de Nassau                | Datare: 1858 Dimensiuni: Titlu: AU 750‰ și 583‰ Material: AV; AR; email; batere | Descriere avers: Însemnul: (37416 a) cruce de Malta emailată alb, pe margine aur, la mijloc medalion cu leul olandez în mers spre stânga, cu 6 dreptunghiuri cu striații în jurul leului. Pe marginea medalionului un cerc de aur. Între brațele crucii monograma ornată a Casei de Nassau (AV). De brațul de sus al crucii ornament (AV) de care este fixat anoul de prindere, de eșarfă (AV). Placa: (37417) semnul Ordinului în medalion central, în jur pe email alb legendă între cercuri de aur. Medalionul este aplicat peste o stea din 8 raze, câte 5 raze fiecare. Eșarfa: (37416 b) rips portocaliu bordat cu negru. Descriere revers: Însemnul: este la fel cu aversul, dar medalionul central are, pe email albastru, legendă pe trei rânduri. Placa: stea lisă, un medalion central cu un cartuș cu legenda : G M WEISHAUPT SÖHNE și sistem de prindere (ac) în piept. Legendă revers: Însemnul: medalion cu legenda circulară (pe email albastru cu aur) JE/ MAINTIEN/DRAI. Placa: lisă. Pe medalionul central cartuș cu legenda G M WEISHAUPT SÖHNE (AV). | Muzeul Național de Istorie a României, București        | Cimec    |
|      | Marea Cruce a Ordinului suedez Serfafimilor / Panglica albastră                    | Datare: sec. III-IV Dimensiuni: Titlu: AU 750‰ Material: AV; email; batere | Descriere avers: Însemnul: (37437 a) cruce de Malta emailată alb, pe margine aur, la mijloc medalion emailat albastru cu legendă, 4 cruci episcopale (pe brațele cu email alb) iar între brațele crucii de Malta 4 Serafimi – îngeri cu 3 rânduri de aripi (AV). De brațul de sus al crucii ornament (AV) de care se fixează o coroană regală terminată cu glob cruciger (AV și bobițe de email roșu, alb, verde), de care este fixat anoul de prindere, de eșarfă (AV): Eșarfa: (37437 b) rips bleu. Descriere revers: Însemnul: este la fel cu aversul, dar medalionul central are, pe email albastru, altă legendă pe un rând. Legendă revers: Însemnul: medalion cu legenda F R S (Fredericus Rex Seuciae – care a îmbogățit Ordinul în secolul XVIII) din AV. | Muzeul Național de Istorie a României, București        | Cimec    |
|      | Marea Cruce a Ordinului olandez Leul olandez                                       | Datare: 1815 Dimensiuni: Titlu: AU 750‰, AR 875‰ Material: AV; AR; email; batere | Descriere avers: Însemnul: (37440 a) cruce de Malta emailată alb, pe margine aur, la mijloc medalion cu leul olandez încoronat, mergând spre stânga, ținând în stânga snop de săgeți, în dreapta sabie. Medalionul mărginit de un cerc de AV. Între brațele crucii monograma fodatorului, Wilhelm I al Țărilor de Jos (AV). De brațul de sus al crucii, cu o bară (AV) este fixat anoul de prindere, de eșarfă (AV): Deasupra crucii este o coroană regală din aur ornamentată cu email roșu și albastru pe margine. Placa: (37440 c) semnul Ordinului aplicat peste o cruce de Malta cu brațele tăiate briliant, pe margine 3 chenare șnur (2 mai mici), între brațele crucii monograma lui Wilhelm I fondatorul Ordinului. Crucea este aplicată peste o stea cu 8 brațe fiecare din câte 5 raze, 2 ornamentate. Eșarfa: (37440 b) rips bleu. Descriere revers: Însemnul: este la fel cu aversul, medalionul central are, legendă pe trei rânduri. Placa: stea lisă cu 8 brațe, un medalion central cu legenda cu numele casei producătoare și sistem de prindere în piept (ac). Legendă revers: Însemnul: medalion legenda pe 3 rânduri VIRTUS/NOBILI/TAT. Placa: lisă. Pe medalionul central legenda Moo. JMJ van WIELIK * LA HAYE * Pe acul de prindere marcaj de AR. | Muzeul Național de Istorie a României, București        | Cimec    |
|      | Ordinul „Ferdinand I” cu placă de Mare Cruce - Colanul                             | Datare: 1929-1934 Dimensiuni: Diametru Colan = cca.110 mm; Însemn = 40,3x60,3 mm; Placa = 50x50 mm Material: AR aurit; email; batere | Descriere avers: Colanul (b): lanț format din 12 grupe de câte două inele late (cununi de laur) de argint aurit (a 12-a împpărțită în două, formând închizătoarea) alternând cu câte șase cruci ale Ordinului emailate verde șișase emailate albastru (crucea este formată din 8 monograme F afrontate). Crucile sunt prinse prin două rânduri de zale și un lănțișor, tot din zale. De lanț este prinsă o clemîă de care se fixează însemnul. Însemnul (a): format din semnul ordinului cu raze deasupra, pe acre este fixată coroana regală din argint aurit și email roșu. De globul cruciger, aflat în fârful coroanei, este fixat anoul de prindere. Placa de Mare Cruce (c): rombică, cu raze, din argint aurit; deasupra este aplicat semnul Ordinului din argint aurit emailat verde (emailul ușor ciobit) Descriere revers: Coalnul (b): lis; Însemnul (a) este identic pe revers și pe avers; Placa de Mare Cruce (c): central prezintă un medalion cu legenda ce reprezintă numele firmei care a lucrat Ordinul Legendă revers: Medalion central cu legenda: JOSEPH RESCH / FILS / BUCHAREST | Muzeul Național de Istorie a României, București        | Cimec    |
|      | Supremul Ordin al Orhideei Înflorite - Colanul manciurian                          | Dimensiuni: Colan cu însemn: 358,49 g, Colanul: 203,46 g; Însemnul: 148,67 g; D Însemn: cca. 11 cm (cu sistem de prindere de colan); Colan: cca. 32 cm Material: AV și email, perle; batere | Descriere avers: Colanul: lanț din 20 elemente (10 emailate verde, cu simboluri asiatice din aur, 10 elemente AV) prinse cu câte o verigă AV (model geometric). Lanțul are o cataramă de închidere (AV) cu motiv geometric incizat și la mijloc un medalion mai mare de care se prinde Însemnul. Acesta este emailat albastru deschis, are deasupra aplicat un dragon de aur și pe margine motiv geometric. De lanț, printr-un mic anou, este prins Însemnul: în formăd e rozetă din cinci petale emailate galben; între petale cinci ramuri înflorite (aur), cu câte cinci perle (una mai mare, patru mai mici), la mijlocul rozetei o perlă mare. Floarea se prinde prin aceeași rozetă, dar aur, care reprezintă sistemul de prindere de Colan. Descriere revers: Lanțul este lis, din aur, iar la medalionul mare cu dragon sunt două butoane de prindere a decorului/dragonului de pe avers. Însemnul este lis, dar rozeta de prindere de Colan are o inscripție pe două rânduri cu scriere japoneză. Legendă revers: Inscripție pe două rânduri cu scriere japoneză (pe rozeta de prindere) | Muzeul Național de Istorie a României, București        | Cimec    |
|      | Ordinul Leul Alb - Colanul                                                         | Școală: Casa KERNET&KYSELY Praga Dimensiuni: Colan cu însemn: 348,37 g, Colanul: 261,54 g; Însemnul: 86,83 g; D Însemn: cca. 9 cm; Colan: cca. 32 cm Material: AV aurit și email, batere | Descriere avers: Colanul: lanț din 20 elemente prinse prin câte două lănțișoare: 10 medalioane (AR aurit) având în centru leul boemian (AR) pe email roșu, pe piept cu scutul Slovaciei, pe margine cerc dublu cu legendă; 10 elemente (AR, AR aurit) cu monograma R C S (Republica Ceho Slovacă) pe element vegetal (frunze). De al 20-lea element se prinde Însemnul cu o clemă pe revers, acest element fiind emailat (almonograma, verde frunzele, trei bobițe roșii. De lanț este prins Însemnul: cunună din tei peste care sunt plasate două pene încrucișate, sus având anoul de prindere cu 3 marcaje (unul KK numele Casei, 2 pentru argint), jos e prins Însemnul - o stea emailată roșu pe care, în centru, e redat leul boemian pe piept cu scutul Slovaciei, stea având cele 5 brațe despărțite de câte o frunză de tei (AR aurit). Descriere revers: Lanțul este lis (AR aurit) și Însemnul are aceeași stea emailată roșu dar pe brațele ei sunt reprezentate scuturi ale provinciilor ce alcătuiau statul. În centru medalion emailat roșu pe care este monograma RCS (AR aurit), pe margine cerc dublu (AR aurit) pe care e aplicată cu litere negre legenda. Legendă revers: VI, TEvZI, •PRAVDA• (pe medalionul central) | Muzeul Național de Istorie a României, București        | Cimec    |
|      | Ordinul Sfântul Alexandru - Colanul                                                | Școală: Casa WINDHUNDKOPF - Austria Dimensiuni: Colan cu însemn: 379,96 g, Colanul: 305,44 g; Însemnul: 74,52g; D Însemn: cca. 34 Material: AV aurit și email, batere | Descriere avers: Colanul: lanț din 15 elemente (opt email roșu cu cruce slavă emailată alb și șapte email verde pe care este aplicată monograma lui Alexandru I emailată alb, surmontate de o cororană). Elementele se prind prin leul Bulgariei în mers, fiecare stând pe câte un lănțișor. Lanțul se închide printr-un element mai mare emailat verde, încoronat, cu monograma lui Alexandru I emailată alb. Însemnul: Cruce emailată alb, având între brațe spade încrucișate, la mijloc medalion cu legendă centrală (Av pe email roșu) și circulară (AV pe email alb). Pe inelul de prindere și pe avers, marca FR (numele casei) și un marcaj pentru argint. Smalț ușor sărit pe avers. Descriere revers: Lanțul este lis (AV aurit), cu marcajul casei care a lucrat ordinul pe un element și însemnul este aceeași stea emailată alb dar pe medalionul central legenda pe trei rânduri (data Tratatului de la San Stefano, anul când s-a înființat Ordinul). Legendă revers: 19 FEBRUARIE 1878 (Av pe email alb, pe medalionul central). | Muzeul Național de Istorie a României, București        | Cimec    |
|      | Ordinul Turnul și Spada - Colanul                                                  | Dimensiuni: Colan cu însemn: 117,51 g, Colanul: 64,81 g; Însemnul: 52,7 g; D Însemn: cca. 75 mm; Colanul cca. 115 mm Material: AV; AR; batere | Descriere avers: Colanul (37469 a): lanț rupt în două fragmente, din șase elemente în formă de turn (aur, crenelurile, ferestrele și ușile emailate albastru, emailul foarte ușor căzut) și patru elemente în formă de cununi de stejat străbătute de spadă (aur și email verde și albastru - spadele; foarte ușor căzut), prinse prin 10 elemente geometrice cu rozetă la mijloc (aur și email albastru, foarte ușor căzut). Lanțul se încheie cu un sistem ce are pe avers și revers trofee diferit reprezentate. De lanț este prins (cu un anou din MC) Însemnul (37.469 b): cunună de stejar peste care este lasată stea cu cinci raze emailate alb, având la mijloc medalion în centru cu o cunună de stejar străbătută de spadă. Medalionul are la exterior două cercuri, una din rozete (aur), cealaltă ci emailat albastru pe care este legenda (aur). Emailul de pe avers parțial căzut. Deasupra stelei este plasat un turn cu creneluri, fereastră și ușă emailate albastru. Descriere revers: Lanțul este la fel, diferă reprezentarea torfeelor pe sistemul de închidere și Însemnul prin reprezentarea din centru: carte deschisă (Constituția Monarhiei), având pe fila 2 legendă pe patru rânduri. Legendă revers: PELO REI ET PELA LEI (pe însemn) CARTA/CONS/TITU/CIONAL(pe cartea din centrul însemnului) | Muzeul Național de Istorie a României, București        | Cimec    |
|      | Sigiliul capitulului din Brașov (SIGILLUM CAPITULI BRASSANOVIENSIS)                | Datare: Secolul al XVI-lea Școală: Necunoscut Dimensiuni: Î: 61,4 mm Material: argint; turnare, cizelare, gravare | Descriere avers: În câmpul sigilar migdaliform, pe înălțime, într-un cartuș dreptunghiular în forma unei nișe gotice terminată sus prin două registre suprapuse de câte trei ogive, alternate cu câte două turnulețe, Fecioara Maria, încoronată, ține pe brațul drept Pruncul Iisus și în stânga un sceptru terminat în floare de crin; capul fecioarei - încadrat în ogiva centrală, este flancat de câte o stea cu șase raze - fiecare încadrată sub ogivele laterale; jos, fancând picioarele Fecioarei, câte un crin; cartușul central este însoțit lateral, în partea de sus, de câte un mic baldachin sub care se află câte un sfânt. "Suportul" compoziției pare a se sprijini pe cororana deschisă care desparte legenda în două. Descriere revers: Se văd urme de lipir de formă pătrată, pe locul unde s+a aflat mânerul sigiliului, acum lipsă. | Muzeul Național de Istorie a României, București        | Cimec    |
|      | Sigiliul breslei aurarilor din Brașov                                              | Datare: 1686 Dimensiuni: Î totală: 30 mm Material: argint și bronz (mânerul) | Descriere avers: În câmpul sigilar este reprezentat un cleric în veștminte de episcop, cu mitră pe cap, ce ține în mâna dreaptă un caliciu, iar în stânga cârja episcopală și un ciocan de bijutier (posibil să fie patronul breslei aurarilor) silueta prelatului este flancată de două "ecusoane", aproximativ ovale, care cuprind - cel din dreapta, stema Brașovului iar cel din stânga o mostranță (?). Capul prelatului este flancat de majusculele "S/M"; sub cele două ecusoane este gravată data "16/86". Descriere revers: Pe revers este lipit mânerul realizat dintr-o plăcuță de bronz cu marginile scobite și capătul rotunjit, care prezintă un orificiu pentru șnur. | Muzeul Național de Istorie a României, București        | Cimec    |
|      | Ordinul „ Coroana României” , în grad de mare cruce                                | Datare: Ordin instituit prin Decretul Regal nr.1244 din 10 mai 1881 pentru a recompensa serviciile aduse statului de cetățenii români, militari și civili Școală: Josef Resch & Fii Material: ordin realizat din argint și argint aurit, email, rips moarat prin turnare, ștanțare, emailare, placare. | | Muzeul Militar Național „Regele Ferdinand I”, București | Cimec    |
|      | Machetă „ În amintirea Încoronării ”                                               | Datare: Această plachetă care trebuia să fie turnată în bronz , rămâne la stadiul de proiect Școală: Oradea Material: Macheta este confecționată din alamă, fiind realizată prin turnare, și ștanțare | Descriere avers: Machetă unifacies, care pe avers are reprezentați pe suveranii României Mari în costumele de ceremonie, cu însemnele puterii: regele Ferdinand este reprezentat șezând, într-o poziție marțială, poartă pe cap coroana de oțel, ținând pe genunchi buzduganul; sub brațul sprijinit pe un postament este incizată deviza regală pe trei rânduri orizontale; în fața sa, în picioare, văzută din spate este reprezentată regina Maria cu un lujer a florii sale preferate, crinul; regina privește peste umăr spre regele Ferdinand, pe cap purtând coroana iar pe umeri are mantia de la încoronare, ambele elemente fiind redate minuțios; pe un capitel de coloană este ștanțată o inscripție cu majuscule pe patru rânduri, precum și anul încoronării. În registrul inferior, central gravorul reproduce cuvintele reginei Maria pe două rânduri orizontale, precum și semnătura sa. În fundal, în plan îndepărtat se profilează două edificii-simbol pentru Transilvania Unită, Catedrala de la Alba-Iulia și Castelul Huniazilor, dar și câteva turnuri de cetăți, din spatele cărora răsare soarele. Descriere revers: nefinisat Descriere exergă: Prin jertfa lor/s-a făcut mărirea Țării / Maria | Muzeul Militar Național „Regele Ferdinand I”, București | Cimec    |
|      | Placheta „ În amintirea întregirii neamului 1916-1919 ”                            | Școală: Centrala Casselor Naționale Material: piesa este realizată din bronz prin turnare, șatanțare și gravare. | Descriere avers: Plachetă unifacies care prezintă în partea stângă a câmpului un monument , în relief, pe a cărui latură din față este incizată o inscripție dispusă pe două rânduri, încadrată de o cunună din ramuri și frunze de laur, legate cu o panglică desfășurată în partea de jos; sub această cunună, într-un cartuș este o inscripție, incizată cu majuscule (MIHAI / ȘTEFAN / CUZA); la baza soclului monumentului este redată statuia-simbol Lupa Capitolina, pe a cărei bază este înscris cu majuscule numele împăratului Traian. În partea dreaptă, în picioare, orientat spre stânga este reprezentat în relief un soldat gol, cu cască pe cap și care ține în mâna stângă un drapel, pe a cărui flamură desfășurată este gravată o inscripție cu majuscule, pe patru rânduri, inscripție care se referă la provinciile unite cu România ăn 1918; peste brațul drept sl soldatului cade o mantie iar la încheietură are cătușe și lanțuri rupte. De o parte și alta a întregului ansamblu, poziționați pe centru sunt ștanțați anii „1916”, în stânga și „1919” în dreapta. În exergă este legendă pe două rânduri, cu majuscule; semicircular, în partea inferioară a plachetei apare incizat numele atelierului unde s-a confecționat piesa, scris cu majuscule. Descriere revers: nefinisat Descriere exergă: ÎN AMINTIREA / ÎNTREGIRII NEAMULUI | Muzeul Militar Național „Regele Ferdinand I”, București | Cimec    |
|      | Placheta „ Maria Regina tuturor românilor ”                                        | Datare: Emiterea acestei plachete se plasează după primul război mondial Școală: neprecizat Material: Placheta este realizată din bronz prin turnare, ștanțare. | Descriere avers: Plachetă unifacies, care în centru imortalizează chipul reginei Maria prin redarea bustului acesteia în relief:regina este reprezentată din profil, orientată spre stânga, în costum de infirmieră; pe piept sunt redate stilizat Crucea „Meritul Sanitar”, pentru doamne (panglica este legată sub formă de fundă), dar și semnul Crucii Roșii; la gâtul reginei se observă un fragment dintr-un șir de mărgele.În partea central superioară, dispusă semicircular este o inscripție, ștanțată cu majuscule. Descriere revers: nefinisat | Muzeul Militar Național „Regele Ferdinand I”, București | Cimec    |
|      | Ordinul „Crucea Regina Maria”                                                      | Datare: Ordin instituit prin Decretul Regal nr.201 / 15 martie 1917 Școală: neprecizat Descoperit: București Dimensiuni: lățimea brațelor crucii este de 8 mm; lățimea panglicii este de 34 mm. Material: piesă realizată din metal comun și email prin turnare, ștanțare și emailare. | Descriere avers: Însemnul se prezintă sub forma unei cruci atipice -cruce gamată-, cunoscută sub numele de crucea reginei Maria, emailată alb; fiecare capăt al brațelor crucii se termină prin o a treia latură, întreaga cruce fiind bordată auriu; în centrul aversului este ștanțată o cruce emailată roșu și bordată auriu. Brațul vertical al crucii prezintă o tortiță metalică, de care se prinde un inel ovalizat prin care se trece panglica ordinului, de culoare portocalie, pliată sub formă de fundă. Descriere revers: Reversul însemnului se prezintă identic cu aversul, cu diferența că în centrul acestuia este gravată cifra încoronată cu coroana în aur a reginei Maria. | Muzeul Militar Național „Regele Ferdinand I”, București | Cimec    |
|      | Medalia „ Ferdinand I ”                                                            | Școală: București Descoperit: București Material: medalie confecționată din bronz, prin turnare, ștanțare și gravare. | Descriere avers: Medalie unifacies cu bordura ușor supraînălțată, care în centru are reprezentată în relief efigia regelui Ferdinand I, încununată cu laur, din profil, orientat spre stânga; marginal, într-un inel este ștanțată o inscripție circulară, cu majuscule; în partea inferioară a medaliei, sub efigia regelui esta ștanțat semicircular, cu majuscule numele sculptorului care a realizat medalia. Descriere revers: nefinisat | Muzeul Militar Național „Regele Ferdinand I”, București | Cimec    |
|      | Placă cu 8 decorații (ordine și medalii)                                           | Datare: Decorații emise în perioada regalității Dimensiuni: placa metalică are o lățime de 37 mm și o lungime de 175 mm. Material: placa este realizată din argint, metal comun, email, rips moarat prin turnare, ștanțare, emailare, gravare | Descriere avers: Placa este de formă dreptunghiulară, din metal comun, care pe avers are cusute panglicile a 8 decorații românești de care sunt atașate însemnele acestor distincții, de la stânga la dreapta : ordinul „Steaua României” cu panglică de „Virtute Militară”, ordinul „Coroana României” cu panglică de „Virtute Militară”, ordinul „Coroana României”, Semnul Onorific pentru 25 de ani de serviciu militar, medalia „Avântul Țării”, medalia „Crucea Comemorativă a războiului 1916-1918”, cu 6 barete, medalia „Victoriei” și medalia comemorativă „Peleș”. Descriere revers: Reversul plăcii este îmbrăcat în postav de culoare neagră, având și sistem de prindere la veston, care constă dintr-un ac mare dispus orizontal. | Muzeul Militar Național „Regele Ferdinand I”, București | Cimec    |
|      | Sfântul Stanislas                                                                  | Datare: 1832 Școală: Zayara Material: argint, email; turnare, ștanțare | Descriere avers: Placa se prezintă sub forma unei stele cu opt grupe de raze, fiecare rază fiind mărginită cu o bordură șnurată. În centru este aplicat un medalion emailat alb, înconjurat de o bandă emailată verde; pe medalionul central este aplicată deviza ordinului din litere de metal auriu, înscrisă între două cercuri din argint aurit, având la mijloc siglele "S.S.", emailate roșu. Descriere revers: Reversul este din argint aurit, având poansonate trei ștanțe: înscrisul "Zayapa", cifra "84" și un mic desen ce reprezintă profilul unui bărbat cu o eșarfă pe cap, legată la spate. Placa este prevăzută cu ac de prindere. Descriere exergă: Pe avers, pe banda emailată verde sunt aplicate patru grupe de frunze de lauri, din argint aurit. | Muzeul Militar Național „Regele Ferdinand I”, București | Cimec    |
|      | BĂII                                                                               | Datare: 1725 Școală: Neprecizat Descoperit: jud. Ilfov, București Material: argint, email, moar; ștanțare, emailare, turnare | Descriere avers: Însemnul se prezintă sub forma unei cruci de Malta cu brațele emailate alb, cu o dungă aurie spre margini, având în vârful brațelor câte o sferă metalică; între brațele crucii, patru lei din argint, cu laba dreaptă ridicată, capul văzut din față și corpul din profil spre stânga. În centru, medalion emailat alb pe care sunt reprezentate mai multe elemente: trei coroane regale (aluzie la regatele Angliei, Irlandei și Scoției), o floare de crin și una de trandafir, întreg medalionul central fiind înconjurat de o bandă emailată roșu, pe care este înscrisă cu litere aurite o legendă și suprapunând-o parțial o ghirlandă din frunze de lauri emailată verde. Sub cunună e reprezentată o eșarfă emailată albastru cu o inscripție cu litere aurite. Brațul vertical al crucii se termină cu o floare de crin stilizată, prin care se trece un inel de prindere al panglicii. Descriere revers: Reversul este identic cu aversul, singura deosebire constând în aceea că leii dintre brațele crucii se văd din spate; pe medalionul central lipsesc cele trei coroane, celelalte elemente fiind șterse parțial. Legendă revers: "Tria juncta in unum"- "Trei unite într-unul"; deviza este: "ich dien"- "Eu servesc". | Muzeul Militar Național „Regele Ferdinand I”, București | Cimec    |
|      | Vulturul Roșu                                                                      | Datare: Instituit în 1705 de către principele George-Wilhelm de Auspach și Beireuth Școală: J. Wagner and S. Material: aur, email; turnare, emailare, ștanțare | Descriere avers: Ordinul se prezintă sub forma unei cruci din metal aurit, cu brațele emailate alb, la capete fiind ușor lățite. În centru, un medalion circular emailat alb cu bordură din același metal și care are pictat un vultur încoronat cu aripile desfăcute, emailat roșu; pe pieptul vulturului, în centru este reprezentat scutul scartelat în email alb și negru al familiei Hohenzollern; vulturul stă pe două ramuri din frunze de lauri; medalionul central este înconjurat de un șanț ce are încrustate pietre. albe, "briliante". Însemnul este surmontat de un inel foarte alungit, din metal alb, lat la mijloc, care are încrustate la rândul său, șase pietre albe, "briliante", cea mare, din mijloc lipsind. Descriere revers: Pe revers același medalion central emailat alb, pe care este înscris cifrul aurit, încoronat, al regelui Frederic Wilhelm. Inelul circular cu încrustațiile de pietre albe, "briliante" lipsește. Pe revers, inelul de comandorie, foarte alungit prezintă un ac, existând un spațiu prin care se prindea panglica, care în cazul acestui exemplar lipsește. Descriere exergă: Inel circular cu încrustații de pietre albe "briliante". | Muzeul Militar Național „Regele Ferdinand I”, București | Cimec    |
|      | MEDALIA COMEMORATIVĂ RUSĂ "1814"                                                   | Datare: 1814 Descoperit: jud. Dolj, Craiova Material: argint, rips; turnare, ștanțare | Descriere avers: În centru, pe un câmp de raze este redată efigia țarului Alexandru I, din profil stânga, cu o cunună din frunze de lauri pe cap. Central, în partea superioară a medaliei este plasat "ochiul lui Dumnezeu", element de la care sunt emise raze. Descriere revers: Pe revers este o inscripție în limba rusă, dispusă pe cinci rânduri orizontale; întreaga inscripție este încadrată de o cunună din frunze de lauri. Descriere exergă: O cunună din frunze de lauri Legendă revers: "ЗА ВЗЯТIЭ ПАРИЖА 19 МАRTA 1814"; "Pentru eliberarea Parisului", 19 martie 1814 | Muzeul Militar Național „Regele Ferdinand I”, București | Cimec    |
|      | Filip cel Mărinimos                                                                | Datare: 1840 Material: aur, email; turnare, ștanțare | Descriere avers: Însemnul se prezintă sub forma unei cruci ovalizate, din metal aurit, cu brațele emailate alb. În centru, un medalion emailat albastru deschis pe care este aplicat bustul principelui Filip cel Mărinimos (unul din principalii susținători ai Reformei), din profil, spre stânga; medalionul central este înconjurat de o bandă emailată albă pe care este înscrisă cu litere aurii deviza ordinului. Însemnul este surmontat de un inel ușor alungit, de care se prindea panglica; acest exemplar nu are panglică. Descriere revers: În medalionul central emailat albastru este reprezentat leul heraldic al Hessei, cu dungi orizontale albe și vișinii, încoronat și armat; pe banda emailată albă ce înconjoară medalionul este o inscripție. Descriere exergă: Si Deus Nobiscum Quis Contra Nos (avers); Ludovicus II Magn. Aux. Hassiae Instit. (revers) Legendă revers: Ludovicus II Magn. Aux. Hassiae Instit. | Muzeul Militar Național „Regele Ferdinand I”, București | Cimec    |
|      | Medalia Comunei București în amintirea botezului Principelui Carol a României      | Datare: 17/29 octombrie 1893 Școală: Atelier bucureștean Material: aur; batere | Descriere avers: Scut cu reprezentarea Sf. Dimitrie, în picioare, ținând o cruce în mâna dreaptă și o lance în mâna stângă, timbrată de o coroană murală Descriere revers: Legendă circulară pe margine, legendă pe șapte rânduri în centru Legendă revers: Legendă circulară: COMUNA BUCURESCI A TURNAT ACEASTA MARTURIE; în centru: SPRE / AMINTIREA / BOTEZULUI / PRINCIPELUI / CAROL / 17/29 OCTOMBRIE / 1893 | Colecții particulare, Timiș                             | Cimec    |
|      | Recunoașterea meritelor dobândite în domeniul agricol                              | Școală: Budapesta Material: AV | Descriere avers: Bust laureat, spre dreapta Descriere revers: STEMA REGATULUI APOSTOLIC AL UNGARIEI, DEDESUPT DOUĂ TABULE ANSATE Legendă revers: LEGENDĂ CIRCULARĂ: A MEZÖGAZDASÁG TERÉN SZEREZETT ERDEM ELISMERÉSEÜL | Colecții particulare, București                         | Cimec    |
|      | Pro Virtute Militari                                                               | Datare: 1860 (Legea din 24 mai 1860, acordată la 23 aprilie 1886) Material: argint aurit | Avers - Acvila cruciată, încoronată, ținînd în gheare însemnele puterii, sabia (dreaptă) și buzduganul (stânga). Pe pieptul acvilei, în ecuson, un cap de bour cu steaua între coarne.Text circular sus: PRO VIRTUTE MILITARI. Text circular jos: CAQUE F. GRAVEUR DE L'EMPEREUR APARIS Revers - O ghirlandă de lauri în interiorul căreia este inscripția:13 / SEPTEMBRIE/1848/DEALUL/SPIREI. Panglica albastră cu câte două dungi galbene și roșii pe margini. | Muzeul Național al Pompierilor, București               | Cimec    |
|      | Sfântul Mauriciu și Lazăr                                                          | Datare: 1861 Dimensiuni: D = 45 mm; d = 27 mm; G = 12,5 gr; Aur 750/1000; argint 800/1000 L panglică = 58 mm; l panglică = 27 mm, Material: aur; argint; email; mătase | Ordinul a fost creat în 1434, cunoscând o serie de modificări, devenind ulterior ordinul național al Italiei. Decorația are formă de cruce. Este din email alb si între cele patru brațe are câte un element ornamental geometric, din email verde. Decorația este aplicată pe o stea în 8 colțuri și întreg ansamblul prins pe o panglică de culoare verde. | Muzeul Național de Istorie a României, București        | Cimec    |
|      | Unirii Autor: Cuza, Alexandru Ioan                                                 | Datare: 1859 - 1866 Școală: Atelier francez Descoperit: Franța Material: aur; argint; mătase | Descriere avers: Pe avers se află monograma lui Cuza Descriere revers: Pe revers, între cununi de argint se află inscripția „5/24 GENERE ET CORDE FRATRES" | Muzeul Național de Istorie a României, București        | Cimec    |

## Fond
| Foto | Informații generale | Detalii tehnice | Descriere | Deținător                                        | Legături |
| ---- | --- | --- | --- | ------------------------------------------------ | -------- |
|      | Ordinul „Legiunea de Onoare” | Datare: 1917 Școală: Franța Material: AR 916 ‰+email Batere, emailare | Descriere avers: Însemnul are forma unei stele cu cinci brațe emailate alb terminate în V, brațe care au la capăt câte o globulă în fiecare vârf. Între brațe o cunună alcătuită din două ramuri de laur și stejar, emailate verde. Pe medalionul central aurit este reprezentată Mariana (Franța) purtând pe cap o cunună din frunze de stejar, spice de grâu și flori. Medalionul este înconjurat de o bandă circulară, emailată albastru, pe care apare legenda. Deasupra însemnului este o coroană emailată verde. Descriere revers: Identică cu aversul, mai puțin medalionul central pe care sunt reprezentate două drapele ale Franței, intersectate și legate cu o panglică la nivelul hampei. Pe banda circulară emailată albastru apare legenda. Legendă revers: Legendă circulară: HONNEUR ET PATRIE urmat de două ramuri unite la bază. | Muzeul Național de Istorie a României, București | Cimec    |
|      | Ordinul „Legiunea de Onoare” | Datare: sec. XX Școală: Franța Material: AR 875 ‰+email Batere, emailare | Descriere avers: Însemnul are forma unei stele cu cinci brațe emailate alb terminate în V, brațe care au la capăt câte o globulă în fiecare vârf. Între brațe o cunună alcătuită din două ramuri de laur și stejar, emailate verde. Pe medalionul central aurit este reprezentată Mariana (Franța) purtând pe cap o cunună din frunze de stejar, spice de grâu și flori. Medalionul este înconjurat de o bandă circulară, emailată albastru, pe care apare legenda. Deasupra însemnului este o coroană emailată verde. Descriere revers: Identică cu aversul, mai puțin medalionul central pe care sunt reprezentate două drapele ale Franței, intersectate și legate cu o panglică la nivelul hampei. Pe banda circulară emailată albastru apare legenda. Legendă revers: Legendă circulară: HONNEUR ET PATRIE urmat de două ramuri unite la bază. | Muzeul Național de Istorie a României, București | Cimec    |
|      | Ordinul „Legiunea de Onoare” | Datare: 1917 ? Școală: Franța Material: AR 916‰+email Batere, emailare | Descriere avers: Însemnul are forma unei stele cu cinci brațe emailate alb terminate în V, brațe care au la capăt câte o globulă în fiecare vârf. Între brațe o cunună alcătuită din două ramuri de laur și stejar, emailate verde. Pe medalionul central aurit este reprezentată Mariana (Franța) purtând pe cap o cunună din frunze de stejar, spice de grâu și flori. Medalionul este înconjurat de o bandă circulară, emailată albastru, pe care apare legenda. Deasupra însemnului este o coroană emailată verde. Descriere revers: Identică cu aversul, mai puțin medalionul central pe care sunt reprezentate două drapele ale Franței, intersectate și legate cu o panglică la nivelul hampei. Pe banda circulară emailată albastru apare legenda. Legendă revers: Legendă circulară: HONNEUR ET PATRIE urmat de două motive vegetale între care este o stea cu șase colțuri. | Muzeul Național de Istorie a României, București | Cimec    |
|      | Ordinul „Legiunea de Onoare” | Datare: sec. XX Școală: Franța Material: AR 875 ‰+email Batere, emailare | Descriere avers: Însemnul are forma unei stele cu cinci brațe emailate alb terminate în V, brațe care au la capăt câte o globulă în fiecare vârf. Între brațe o cunună alcătuită din două ramuri de laur și stejar, emailate verde. Pe medalionul central aurit este reprezentată Mariana (Franța) purtând pe cap o cunună din frunze de stejar, spice de grâu și flori. Medalionul este înconjurat de o bandă circulară, emailată albastru, pe care apare legenda. Deasupra însemnului este o coroană emailată verde. Descriere revers: Identică cu aversul, mai puțin medalionul central pe care sunt reprezentate două drapele ale Franței, intersectate și legate cu o panglică la nivelul hampei. Pe banda circulară emailată albastru apare legenda. Legendă revers: Legendă circulară: HONNEUR ET PATRIE urmat de două ramuri unite la bază. | Muzeul Național de Istorie a României, București | Cimec    |
|      | Semnul onorific „Vulturul României” | Datare: sec. XX Școală: România Material: AR aurit+email Batere, emailare | Descriere avers: Însemnul are forma unei acvile cruciate, încoronate și armate pe pietul căreia apare scutul cu stema țării emailată în culorile ei. Pe inelul de prindere a panglicii un poanson. Descriere revers: Reversul este identic cu aversul, singura diferență fiind în faptul că scutul de pe pieptul acvilei este gol. Pe scut se pot observa cele două nituri cu care este atașat medalionul cu stemă de pe avers. Pe inelul de prindere a panglicii un poanson. | Muzeul Național de Istorie a României, București | Cimec    |
|      | Ordinul „Legiunea de Onoare” | Datare: sec. XX Școală: Franța Material: AR+email Batere, emailare | Descriere avers: Însemnul are forma unei stele cu cinci brațe emailate alb terminate în V, brațe care au la capăt câte o globulă în fiecare vârf. Între brațe o cunună alcătuită din două ramuri de laur și stejar, emailate verde. Pe medalionul central aurit este reprezentată Mariana (Franța) purtând pe cap o cunună din frunze de stejar, spice de grâu și flori. Medalionul este înconjurat de o bandă circulară, emailată albastru, pe care apare legenda. Deasupra însemnului este o coroană emailată verde. Descriere revers: Identică cu aversul, mai puțin medalionul central pe care sunt reprezentate două drapele ale Franței, intersectate și legate cu o panglică la nivelul hampei. Pe banda circulară emailată albastru apare legenda. Legendă revers: Legendă circulară: HONNEUR ET PATRIE urmat de două ramuri unite la bază. | Muzeul Național de Istorie a României, București | Cimec    |
|      | Semnul onorific „Vulturul României” | Datare: 1935-1936 Școală: România Material: AR+email Batere, emailare | Descriere avers: Însemnul are forma unei acvile cruciate, încoronate și armate pe pietul căreia apare scutul cu stema țării emailată în culorile ei. Pe inelul de prindere a panglicii sunt două poansoane și două numere incizate. Descriere revers: Reversul este identic cu aversul, singura diferență fiind în faptul că scutul de pe pieptul acvilei este gol. Pe scut se pot observa cele două nituri cu care este atașat medalionul cu stemă de pe avers. | Muzeul Național de Istorie a României, București | Cimec    |
|      | Însemnul Ordinului „Meritul agricol” | Datare: 1887 Material: argint aurit; email; batere | Descriere avers: Însemn: Stea cu 6 brațe emailate alb. La mijloc medalion cu reprezentarea capului Marianei pe metal (AR). În jur cerc din email albastru între 2.c.l. aurite, cu legendă circulară. De brațul superior al stelei este fixat sistemul de prindere de panglică (format dintr-o ghirlandă ovală de laur cu bobite din metal aurit (dr.) și stejar cu ghinde din metal aurit (st.), de care se prinde anoul (AR aurit). Între brațele stelei, ghirlandă de laur. Era supranumit, popular, Prazul. Descriere revers: Însemn: la fel cu aversul dar pe c.l. de la exteriorul medalionului nu este legendă și pe medalion reprezentată legendă pe trei rânduri. Legendă revers: Însemn MERITE/ AGRICOLE/ 1883. | Muzeul Național de Istorie a României, București | Cimec    |
|      | Palmes Academiques | Datare: 1808 Material: argint aurit; batere | Descriere avers: Însemnul: Ghirlandă dintr-un ram de palm și unul de stejar (AR). În partea de sus a ghirlandei anou care prinde însemnul de Panglică. Panglica este din rips mov (violet). Descriere revers: La fel cu aversul. Legendă revers: Anepigraf | Muzeul Național de Istorie a României, București | Cimec    |
|      | Coroana Italiei, în grad de cavaler | Datare: 20 februarie 1868, ordinul a fost fondat de regele Victor Emmanuele al II-lea în amintirea unificării Italiei (după eliberarea Lombardiei și Veneției de sub stăpânirea austriacă); trebuia să înlocuiască Ordinul „Coroana de Fier” fondat de Napoleon I 1805 Școală: Casa Raviolo&Gardino Succesori d. Gravanzola, Roma Material: AV și email; batere | Descriere avers: Însemnul: Cruce cu cele patru brațe emailate alb având plasat central un medalion rotund cu reprezentarea coroanei de oțel, emailată. De brațul de sus al crucii este fixat sistemul de prindere al panglicii. Între brațele crucii ornament din fir răsucit de aur. Ordinul se află în cutia (uzată) din piele roșie ce are pe capacul exterior, cu auriu, monograma lui Victor Emmanuele al II-lea, întemeietorul Ordinului, iar pe capacul de deasupra, pe revers, pe mătase albă, legendă pe 5 rânduri și stema Italiei. Descriere revers: La fel cu aversul doar că în medalionul central este reprezentarea vulturului austriac având pe piept medalion oval cu o cruce albă (stema Sardiniei). | Muzeul Național de Istorie a României, București | Cimec    |
|      | Sfântul Mormânt de la Ierusalim, în grad de comandor cu panglică | Datare: creat de Geoffrey de Bouillon în 1099, odată cu formarea unei miliții de apărare a Sf. Mormânt. Prevede purtarea unei uniforme. Dimensiuni: trofeul 40x 35 mm Material: AR aurit și email; batere | Descriere avers: Însemnul: Cruce de Ierusalim emailată roșu, simbol al regatelor cruciate ce au existat cam 200 de ani după prima cruciadă. De brațul de sus al crucii este fixat sistemul de prindere al panglicii. Între brațele crucii alte cruci identice, mai mici, simbolizând cele 4 Evanghelii sau cele 4 direcții în care s-a răspândit cuvântul lui Christos. Crucile simbolizând rănile Mântuitorului. Crucea este simbolul Cavalerilor și Doamnelor Sfântului Mormânt (catolic) din Ierusalim. Descriere revers: Însemnul: La fel cu aversul. | Muzeul Național de Istorie a României, București | Cimec    |
|      | Leul Alb, militar în grad de ofițer | Datare: 1922 Școală: Firma de Decorații Kamet&Kisely, Praga Material: AR; argint aurit; email; batere | Descriere avers: Cruce cu 5 brațe emailate roșu. În centru leul bhoemian (AR) având pe piept scut cu cruce dublă. Între brațele crucii câte o frunză de tei (argint aurit). De brațul de sus al crucii este un mic inel care prinde o cunună de tei cu două săbii încrucișate în interior (la Ordinul militar) din Argint aurit. De aceasta se prinde sistemul de fixare de panglică. Panglica este din rips roșu cu dungă albă spre margine, cu o rozetă pe față. Pe inelul de prindere de panglică inițialele casei (KK). Foarte bun. În cutie. Descriere revers: Pe brațele crucii scuturi cu stemele Provinciilor ce alcătuiau atunci Cehoslovacia (Boemia, Slovacia, Moravia, Silezia, Rutenia), din argint aurit. Între brațele crucii câte o frunză de tei (argint aurit). De brațul de sus al crucii este un mic inel care prinde o cunună de tei cu două săbii încrucișate în interior (la Ordinul militar) din argint aurit. De aceasta se prinde sistemul de fixare de Panglică. Central, medalion emailat roșu pe care sunt inițialele Republicii Ceho-Slovace monogramate (argint aurit), având în jur un cerc (argint aurit) cu inscripție. Foarte bun. Legendă revers: VÎTEZI PRAVDA, legendă circulară în cercul din AR aurit. | Muzeul Național de Istorie a României, București | Cimec    |
|      | Ordinul Phoenix, grad Cruce de Aur | Datare: 1926 Școală: Lemaître, Paris Material: AR; argint aurit; email; batere | Descriere avers: Cruce cu 4 brațe emailate alb (pe care nu sunt scrise inițialele moto-ului introdus în 1935), cu margini aurite. În centru un Phoenix din față cu capul întors stânga, cu aripi desfăcute, pe flăcări (din argint aurit). De brațul de sus al crucii se prinde sistemul de fixare de panglică (de forma unei coroane închise). Panglica este din rips oranj cu dungă mică neagră spre margine (Ordinul conservat excelent, panglica bună). Pe inelul de prindere a panglicii numele casei producătoare. Descriere revers: La fel cu aversul, dar aurit, iar la mijlocul crucii medallion cu monogramă. Legendă revers: În medalion, monograma lui Gheorghe al II-lea (ΓΧ încoronat, cu II mic între picioarele monogramei), monarhul în funcție, introdusă odată cu restabilirea monarhiei (1935). | Muzeul Național de Istorie a României, București | Cimec    |
|      | Palmes Academiques, în grad de Ofițer al Academiei | Datare: 1808 Material: AR; argint aurit; email; batere | Descriere avers: Ghirlandă dintr-un ram de palm și unul de stejar (AR). În partea de sus a ghirlandei anou care prinde Însemnul de Panglică. Descriere revers: Ghirlandă dintr-un ram de palm și unul de stejar (AR). În partea de sus a ghirlandei anou care prinde Însemnul de Panglică. Legendă revers: Anepigraf | Muzeul Național de Istorie a României, București | Cimec    |
|      | Crucea de Fier, clasa a II-a | Datare: 1813-1939 Material: AR, batere | Descriere avers: De brațul de sus al Crucii se prinde un anou ce fixează Ordinul de panglică. Pe Cruce, la centru, zvastică, iar pe brațul de jos al crucii anul 1939. Pe inelul de prindere, legendă cu numele casei. Descriere revers: Însemnul: La fel cu aversul, diferită anul, care este 1813 și lipsă zvastica. Legendă revers: Însemnul: Anul 1813. | Muzeul Național de Istorie a României, București | Cimec    |
|      | Însemn al Ordinului național Legiunea de Onoare | Datare: 1870-1947 Material: AR aurit și email, batere | Descriere avers: Însemn: Aversul Însemnului . Stea cu 5 brațe emailate alb, terminate cu bobițe din AR aurit. La mijloc medalion cu reprezentarea capului Mariannei pe metal (AR) aurit. În jur cerc din email albastru între 2.c.l. aurite, cu legendă circulară. De brațul superior al stelei fixat sistemul de prindere de panglică (format dintr-o ghirlandă ovală de laur cu bobițe din metal aurit (st.) și stejar cu ghinde din metal aurit (dr.) emailate verde, de care se prinde anoul (AR aurit) Descriere revers: Însemn: la fel cu aversul dar pe c.l. de la exteriorul medalionului legendă diferită și pe medalion reprezentate 2 drapele franțuzești încrucișate (drapelele emailate) Legendă revers: Însemn HONNEUR ET PATRIE. | Muzeul Național de Istorie a României, București | Cimec    |
|      | Gheorghe I, grad Cruce de Aur | Datare: 1915-1973 Material: AR aurit și email, batere | Descriere avers: Însemn: cruce greacă emailată alb cu marginile din AR aurit. La mijloc medalion emailat roșu pe care este o monograma lui Gheorghe I încoronată (AR aurit) în jur cu un cerc emailat alb între 2 c.l. din AR aurit cu legendă. Crucea este plasată pe o ghirlandă de laur (AR aurit) și de brațul superior, prin 3 minibalamale, se fixează sistemul de prindere de Panglică din rips roșu închis, AR aurit (coroană închisă având deasupra glob cruciger și anou). Descriere revers: Însemn: Descriere ca pentru avers dar totul este AR aurit și legenda e diferită. Legendă revers: Însemn: Pe medalionul central legenda pe 1 rând 1863 – 1915 în medalion - 1913. | Muzeul Național de Istorie a României, București | Cimec    |
|      | Ordinul rusesc Sfântul Stanislas model militar, de război, Clasa III-a cu spade și fundă pe panglică                                                                        | Datare: 1765 Școală: firma de Medalii și decorații Keibel, Sankt Petersburg Material: MC ? aurit și email, batere | Descriere avers: Însemnul: Aversul Însemnului (cruce malteză emailată roșu cu câte un mic rotund metalic în fiecare vârf, cruce având un medalion central emailat alb pe care e aplicată dublă monogramă S –Sfântul Stanislas, în jur cerc metalic grosier ștanțatat ca o ghirlandă din frunze de stejar emailate verde) aplicat peste două săbii încrucișate (metal aurit). Între brațele cucii câte un vultur (bicefal încoronat) imperial rus (metal aurit). De brațul de sus al crucii, de un semicerc metalic aurit, este prins un inel metalic aurit care fixează inelul de comandor ce se prinde de fundă. Funda este fixată pe panglica decorației, în culorile ei. Panglica este de formă triunghiulară, de prins în piept. Descriere revers: Însemnul: Aceeași descriere ca pentru avers. Deosebiri: brațele crucii, din metal aurit. Vulturii dintre brațele crucii sunt fixați pe avers dar se văd și pe revers, spadele încrucișate sunt fixate între brațele crucii pe revers. Pe brațul de jos al crucii sunt 2 ponsoane cu numele Casei și gravorului. De brațul de sus al crucii, de un semicerc metalic aurit, este prins un inel metalic aurit care fixează inelul de comandor ce se prinde de fundă. Se vede triunghiul de carton pe care e prinsă panglica. Uzat, Șters ușor stratul de aurire. Legendă revers: Însemnul: Pe medalionul central emailat alb dublă monogramă S și 2 ponsoane, unul cu monograma casei K (Keibel) celălalt cu inițiale gravor ДА (Alberta = Albert). | Muzeul Național de Istorie a României, București | Cimec    |
|      | Cavler al Ordinului austriac imperial Coroana de fier | Datare: 1815 Material: AV; email; batere | Descriere avers: Însemnul: Vulturul limbat bicefal austriac imperial, încoronat, ținând în stânga glob cruciger, în dreapta spadă. Pe pieptul vulturului scut emailat albastru pe care scrie cu aur F. În spatele capetelor vulturului sunt 2 panglici (AV) pe care e scris numele casei, ce ies dintr-o coroană de care este fixat sistemul de prindere de panglică. Vulturul este așezat pe Coroana de Fier (din AV cu ornamentații emailate, roșu și verde) - Coroana longobarzilor. Descriere revers: Însemnul: aceeași descriere ca pentru avers. Deosebiri: pe scutul de pe pieptul vulturului anul 1815 (înfrângere Napoleon I) și nici o inscripție pe panglicile ce ies din coroană. Legendă revers: Însemnul: pe scutul emailat albastru anul 1815. | Muzeul Național de Istorie a României, București | Cimec    |
|      | Comandor al Ordinului austriac imperial Coroana de fier | Datare: 1815 Material: AV; email; batere | Descriere avers: Însemnul: Vulturul limbat bicefal austriac imperial, încoronat, ținând în stânga glob cruciger, în dreapta spadă. Pe pieptul vulturului scut emailat albastru pe care scrie cu aur F. În spatele capetelor vulturului sunt 2 panglici (AV) pe care e scris numele casei, ce ies dintr-o coroană de care este fixat sistemul de prindere de panglică (de comandor). Vulturul este așezat pe Coroana de Fier (din AV cu ornamentații emailate, roșu și verde) - Coroana longobarzilor. Descriere revers: Însemnul: aceeași descriere ca pentru avers. Deosebiri: pe scutul de pe pieptul vulturului anul 1815 (înfrângere Napoleon I) și nici o inscripție pe panglicile ce ies din coroană. Legendă revers: Însemnul: pe scutul emailat albastru anul 1815. | Muzeul Național de Istorie a României, București | Cimec    |
|      | Cavaler al Ordinului austriac imperial Coroana de fier | Datare: 1815 Material: AE aurit; email; batere | Descriere avers: Însemnul: Vulturul limbat bicefal austriac imperial, încoronat, ținând în stânga glob cruciger, în dreapta spadă. Pe pieptul vulturului scut emailat albastru pe care scrie cu aur F. În spatele capetelor vulturului sunt 2 panglici (AV) pe care e ecris numele casei, ce ies dintr-o coroană de care este fixat sistemul de prindere de panglică (triunghiulară). Vulturul este așezat pe Coroana de Fier (din AV cu ornamentații emailate, roșu și verde) - Coroana longobarzilor. Descriere revers: Însemnul: aceeași descriere ca pentru avers. Deosebiri: pe scutul de pe pieptul vulturului anul 1815 (înfrângere Napoleon I) și nici o inscripție pe panglicile ce ies din coroană. Legendă revers: Însemnul: pe scutul emailat albastru anul 1815. | Muzeul Național de Istorie a României, București | Cimec    |
|      | Franz Joseph | Datare: 1849 Material: AR aurit; email; batere | Descriere avers: Însemnul: cruce cu 4 brațe emailată roșu având în spate vulturul bicefal încoronat austriac (AV), la mijloc medalion cu monograma FJ (Franz Joseph). Ambele capete ale vulturului bicefal țin în cioc lanț ce trece peste brațul 1 și 3 al crucii. În partea de jos a lanțului (AV), pe el, inscripția VIRIBUSUNITIS. De brațul de sus al crucii se prinde o coroană închisă, crucigeră, din care iese o panglică cu capetele petrecute (AV), de care e fixat inelul de prindere de panglică. Descriere revers: Însemnul: aceeași descriere ca pentru avers. Deosebiri: în medalionul central 1849 (AV), anul fondării Ordinului. Legendă revers: Însemnul: Pe medalionul central emailat alb anul 1849. | Muzeul Național de Istorie a României, București | Cimec    |
|      | Franz Joseph | Datare: 1849 Material: MC aurit; email; batere | Descriere avers: Însemnul: cruce cu 4 brațe emailată roșu având în spate vulturul bicefal încoronat austriac (MC aurit), la mijloc medalion cu monograma FJ (Franz Joseph). Ambele capete ale vulturului bicefal țin în cioc lanț ce trece peste brațul 1 și 3 al crucii. În partea de jos a lanțului (MC aurit), pe el, inscripția VIRIBUSUNITIS. De brațul de sus al crucii se prinde o coroană închisă, crucigeră, din care iese o panglică cu capetele petrecute (MC aurit), de care e fixat inelul de prindere de panglică. Descriere revers: Însemnul: aceeași descriere ca pentru avers. Deosebiri: în medalionul central 1849 (MC aurit), anul fondării Ordinului. Legendă revers: Însemnul: Pe medalionul central emailat alb anul 1849. | Muzeul Național de Istorie a României, București | Cimec    |
|      | Franz Joseph | Datare: 1849 Material: AR aurit; email; batere | Descriere avers: Însemnul: cruce cu 4 brațe emailată roșu având în spate vulturul bicefal încoronat austriac (AR aurit), la mijloc medalion cu monograma FJ (Franz Joseph). Ambele capete ale vulturului bicefal țin în cioc lanț ce trece peste brațul 1 și 3 al crucii. În partea de jos a lanțului (AR aurit), pe el, inscripția VIRIBUSUNITIS. De brațul de sus al crucii se prinde o coroană închisă, crucigeră, din care iese o panglică cu capetele petrecute (AR aurit), de care e fixat inelul de prindere de panglică. Descriere revers: Însemnul: aceeași descriere ca pentru avers. Deosebiri: în medalionul central 1849 (AR aurit), anul fondării Ordinului. Legendă revers: Însemnul: Pe medalionul central emailat alb anul 1849. | Muzeul Național de Istorie a României, București | Cimec    |
|      | Meritul Sanitar al Crucii Roșii austro-ungare | Datare: 1864-1914 Material: AR; email; batere | Descriere avers: Însemnul: cruce cu 4 brațe emailată roșu și alb, cu brațul de jos mai lung, având la mijloc medalion cu o cruce cu brațe egale emailată roșu – simbolul Crucii Roșii, pe email alb. În jur, cerc email roșu, cu inscripție (AR aurit). Peste cruce ghirlandă din frunze de stejar email verde, cu ghinde email roșu. Ghirlanda legată cu fundă, în partea de jos. Emailul parțial căzut de pe Crucea Roșie, cercul cu inscripție și ghirlandă. Descriere revers: Însemnul: aceeași descriere ca pentru avers. Deosebiri: în medalionul central, pe email alb 1864/1914 (AR aurit), anii funcționării distincției. În spatele crucii însemnului, spatele ghirlandei de stejar de pe avers, lisă (AR). Legendă revers: Însemnul: pe medalionul central emailat alb 1864/1914. | Muzeul Național de Istorie a României, București | Cimec    |
|      | Placa de onoare cu cunună de lauri a Ordinului Crucii Roșii austro-ungare                                                                                                   | Datare: 1864-1918 Școală: Casa Vinc. Mayer's Söhne, din Viena Material: AR; email; batere | Descriere avers: Însemnul: cruce cu 4 brațe emailată roșu și alb, cu brațul de jos mai lung, având la mijloc medalion cu inițialele FJ (Franz Joseph, fondatorul Ordinului), pe email alb. În jur, cerc dublu (AR aurit). În spatele crucii, vulturul bicefal încoronat austriac. Capetele acvilei țin în cioc un lanț (AR aurit) ce trece peste brațul 1 al crucii. De brațul de sus al crucii este fixată coroana închisă cruciată, din care iese eșarfa cu capetele petrecute. Descriere revers: Însemnul: reversul lis. Marcaje de argint pe coada acvilei, în stânga, pe ac și pe eșarfa ce iese din coroană (capătul drept). Sistem de prindere de piept, format din ac (AR aurit). La mijloc, medalion cu inscripție (numele casei). Legendă revers: Însemnul: Pe medalionul central, în c.p. legendă circulară *VINC.MAYER'S SOHNE *WIEN. În centrul ei, acvila bicefală încoronată austriacă. | Muzeul Național de Istorie a României, București | Cimec    |
|      | Însemnul Ordinului de onoare al Crucii Roșii austro-ungare | Datare: 1849 Școală: Firma de Medalii și decorații din Viena Material: AR; email; batere | Descriere avers: Însemnul: cruce cu 4 brațe emailată roșu având în spate vulturul bicefal încoronat austriac (AV), la mijloc medalion cu monograma FJ (Franz Joseph). Ambele capete ale vulturului bicefal țin în cioc lanț ce trece peste brațul 1 și 3 al crucii. În partea de jos a lanțului (AV), pe el, inscripția VIRIBUSUNITIS. De brațul de sus al crucii se prinde o coroană închisă, crucigeră, din care iese o panglică cu capetele petrecute (AV), de care e fixat inelul de prindere de panglică. Pe inel inscripție cu numele casei: KITTNER/ IM WIEN. Descriere revers: Însemnul: aceeași descriere ca pentru avers. Deosebiri: în medalionul central 1849 (AV), anul fondării Ordinului. Legendă revers: Însemnul: Pe medalionul central emailat alb anul 1849. | Muzeul Național de Istorie a României, București | Cimec    |
|      | Placa gradului de Mare Cruce a Ordinului austriac imperial „Coroana de fier”                                                                                                | Datare: 1805-1814 Școală: C.F. Rothe, din Viena Material: AR aurit; email; batere | Descriere avers: Placa: Stea din 8 colțuri tăiate briliant. La mijloc aplicat medalion (aurit) pe care este aplicată Coroana de fier (aurită, cu ornamente emailate roșii și verzi). În jur 2 cercuri punctiforme (AR) care mărginesc un cerc emailat (albastru) pe care e scrisă cu aur legenda (deviza Ordinului). Descriere revers: Placa: stea din 8 colțuri lise, perforate, la mijloc aplicat medalion lis, cu 3 marcaje pentru AR. Pe colțul 1 și 5 este fixat sistemul de prindere în piept/panglică (ac) pe care e scris numele firmei și gravate 3 marcaje de AR. Legendă revers: Placa: pe ac C.F. ROTHE, WIEN (numele casei care a lucrat Ordinul). | Muzeul Național de Istorie a României, București | Cimec    |
|      | Ordinul „Franz Joseph” (miniatură) | Datare: 1849 Material: AR aurit; email; batere | Descriere avers: Însemnul: cruce cu 4 brațe emailată roșu având în spate vulturul bicefal încoronat austriac (AV), la mijloc medalion cu monograma FJ (Franz Joseph). Ambele capete ale vulturului bicefal țin în cioc lanț ce trece peste brațul 1 și 3 al crucii. În partea de jos a lanțului (AV), pe el, inscripția VIRIBUSUNITIS. De brațul de sus al crucii se prinde o coroană închisă, crucigeră, din care iese o panglică cu capetele petrecute (AV), de care e fixat inelul de prindere de panglică. Descriere revers: Însemnul: aceeași descriere ca pentru avers. Deosebiri: în medalionul central 1849 (AV), anul fondării Ordinului. Legendă revers: Însemnul: pe medalionul central emailat alb anul 1849. | Muzeul Național de Istorie a României, București | Cimec    |
|      | Medalia "Bărbație și Credință" | Școală: România Descoperit: jud., com. Material: AE aurit Batere | Descriere avers: Efigia regelui Carol I al României înconjurată de legenda CAROL I. REGE AL ROMANIEI. Sub gât semnătura gravorului F. PAWLIK FEC. Descriere revers: În partea superioară legenda BĂRBĂȚIE ȘI CREDINȚĂ, pe trei rânduri, iar în cea inferioară o ramură de laur prinsă cu o fundă. Sub ramură semnătura celuilalt gravor RESCH. Legendă revers: BĂRBĂȚIE ȘI CREDINȚĂ | Muzeul Național de Istorie a României, București | Cimec    |
|      | Ordinul "Steaua României" | Școală: România Descoperit: jud., com. Material: AR+email | Descriere avers: În medalionul central o acvilă cruciată aurie stând pe un sceptru înconjurată de deviza ordinului IN FIDE SALUS. Descriere revers: În medalion central, cifrul încoronat al regelui Carol I al României. | Muzeul Național de Istorie a României, București | Cimec    |
|      | Medalie | Datare: 1919 Școală: România Descoperit: jud., com. Material: Hârtie Imprimare | Descriere avers: Stema României, sub care urmează emitentul documentului (Ministerul de Război), tipul documentului (brevet) și legenda pe 11 rânduri. Sub legendă semnăturile Ministrului de Război și a Directorului Superior al Personalului, însoțite de două ștampile. La sfârșitul documentului numărul (2882) și data emiterii acestuia 4 ianuarie 1919. | Muzeul Național de Istorie a României, București | Cimec    |
|      | Brevet pentru crucea "Meritul Sanitar" | Datare: 1923 Școală: România Descoperit: jud., com. Material: Hârtie Imprimare | Descriere avers: Stema României sub care apar emitentul documentului (Ministerul Sănătății Publice, al Muncii și Ocrotirilor Sociale/Direcțiunea generală a Serviciului Sanitar) și tipul documentului (brevet). Sub este legenda pe șase rânduri, urmată de două semnături (Ministru și Director General), care sunt însoțite de o ștampilă. La finalul documentului apare numărul acestuia și data emiterii. În partea stângă este imprimat un desen alcătuit din motive vegetale și simboluri sanitare, care are în mijloc repreze | Muzeul Național de Istorie a României, București | Cimec    |
|      | Ordinul "Crucea Regina Maria" | Școală: România Descoperit: jud., com. Material: AE Batere | Descriere avers: În centrul crucii, cifrul încoronat al reginei Maria - M. Descriere revers: În centrul crucii, anul fondării ordinului - 1917. | Muzeul Național de Istorie a României, București | Cimec    |
|      | Medalia "Victoriei" | Școală: România Descoperit: jud., com. Material: AE Batere | Descriere avers: Victorie în picioare, ținând în mâna dreaptă spada cu vârful în jos - semn al încetării luptelor - iar în stânga, o ramură de palmier - simbol al păcii. Descriere revers: Marginea este decorată cu un lanț pe verigile căruia sunt gravate numele Puterilor Aliate, dublat spre interior de o cunună de laur și stejar. În centru o halebardă și legenda pe trei rânduri. Legendă revers: MARELE RAZBOI / PENTRU / CIVILIZATIE | Muzeul Național de Istorie a României, București | Cimec    |
|      | Brevet pentru crucea comemorativă a Primului Război Mondial | Datare: 1921 Școală: România Descoperit: jud., com. Material: Hârtie Imprimare | Descriere avers: Stema României, sub care urmează emitentul documentului (Ministerul de Război), tipul documentului (brevet) și legenda pe 9 rânduri. Sub legendă semnăturile Ministrului de Război și a Directorului Superior al Personalului, însoțite de o ștampilă. La sfârșitul documentului numărul (25242) și data emiterii acestuia (15 februarie 1921) și localitatea unde a fost emis (București). | Muzeul Național de Istorie a României, București | Cimec    |
|      | Crucea comemorativă a Primului Război Mondial | Datare: 1921 Școală: România Descoperit: jud., com. Material: AE Batere | Descriere avers: În medalionul central se regăsește cifrul încoronat al regelui Ferdinand I. Descriere revers: În medalionul central, anii participării României la Primul Război Mondial - 1916 / 1918, pe două rânduri. Legendă revers: 1916 / 1918 | Muzeul Național de Istorie a României, București | Cimec    |
|      | Crucea "Meritul Sanitar" | Școală: România Descoperit: jud., com. Material: AE + email | Descriere avers: Crucea emailată roșu are în centru efigia reginei Elisabeta a României. Descriere revers: Reversul este din metal simplu și are sus pe brațul vertical al crucii, cifrul regelui Carol I sub care se află denumirea distincției, pe două rânduri, și anul instituirii crucii -1913. Sub se regăsește numele producătorului - Resch. Legendă revers: Meritul/Sanitar/1913 | Muzeul Național de Istorie a României, București | Cimec    |
|      | Ordinul "Coroana României" | Școală: România Descoperit: jud., com. Material: AR aurit 916‰ + email | Descriere avers: În centru, coroana regală a României, înconjurată de deviză PRIN NOI ÎNȘINE - 14 MARTIE 1881. Descriere revers: Central data de 10 Mai, înconjurată de anii 1866, 1877 și 1881. | Muzeul Național de Istorie a României, București | Cimec    |
|      | Napoleon al III-lea – Pavilionul Franței la Expoziția Universală Paris 1867                                                                                                 | Datare: 1867 Material: metal comun alb; batere | Descriere avers: Efigie Napoleon III; deformare mecanică Descriere revers: Între c.l.e. și c.p.i. sunt dispuse circular scuturile țărilor participante la expoziție, cu numele țării înscris deasupra scutului, despărțite sus de stema Republicii Franceze. Central șarpanta Pavilionului Expoziției creată de Casa CAII. Dedesubt grupaj cu două cornucopie, ram de măslin și laur; trei împunsături în zona șarpantei. Legendă revers: În câmp, în partea de sus, legendă semicirculară pe două rânduri: EXPOSITION UNIVERSELLE / PARIS 1867 | Muzeul Național de Istorie a României, București | Cimec    |
|      | Împăratul Napoleon al III-lea și regina Victoria – Franța și Anglia unite pentru apărarea Dreptului în Războiul Crimeei                                                     | Datare: 1854 Școală: Atelier Bruxelles Material: AE; gravare | Descriere avers: Capetele acolate și laureate ale împăratului Napoleon al III-lea al Franței și reginei Victoria a Marii Britanii și al Irlandei de Nord, în profil spre stânga Descriere revers: În câmp dreapta un personaj feminin înaripat (Victorie), așezat pe un grup de cărți și snop de palmier cu o coroană de lauri în jur; în mâna stângă ce se sprijină pe un scut cu însemnele Franței ține o ghirlandă de laur legată cu panglică. Cu dreapta scrie pe una clin rețele unei piramide */VICTOIRE/NAPOLEON/1854/-/LA MER NOIRE/ET LE/DANU SERONT/LIBRES. La baza piramidei se află un ram de măslin spre care se încolăcește un șarpe. Descriere exergă: în dreapta: HART. FECIT; DIEU LE VEUT Legendă revers: Legendă semicirculară în partea de sus LA FRANCE ET L'ANGLETERRE - UNIES POUR LA DEFENSE DU DROIT | Muzeul Național de Istorie a României, București | Cimec    |
|      | Împăratul Napoleon al III-lea și regina Victoria – Victoria armatelor franco-engleze în Crimeea, la Alma 20 septembrie, Balaklava 25 octombrie și Inkerman 5 noiembrie 1854 | Datare: 1854 Material: AE; gravare | Descriere avers: Capetele acolate și laureate ale împăratului Napoleon al III-lea al Franței și reginei Victoria a Marii Britanii și al Irlandei de Nord, în profil spre stânga. Descriere revers: Central trofee militare pe fundalul cupolei și minaretelor Sfintei Sofia. Descriere exergă: 1854 Legendă revers: A LA GLOIRE DES ARMEES ALLIEES * ALMA 20 SEPT * BALAKLAVA 25 OCT * INKERMANN 5 NOV * | Muzeul Național de Istorie a României, București | Cimec    |